# تاريخ العراق
العراق الدولة التي تشمل حاليًا جزئيًا أراضي حضارة بلاد ما بين النهرين القديمة، نشأت هذه الحضارة بين نهري دجلة والفرات، تصب هذه الأنهار في الخليج العربي عبر دولة العراق. تأسست المملكة العراقية الهاشمية كـأول كيان عراقي والمعروفة أيضًا باسم عراق الانتداب في مرحلتها الأولى، بموجب الاتفاقية البريطانية العراقية 1922. تقع العراق في بلاد ما بين النهرين السفلى (المقابلة لبابل التاريخية) ولكنها تشمل أيضًا جزءًا من أعالي بلاد ما بين النهرين وبادية الشام والصحراء العربية.
كان الآشوريين غالبية سكان العراق منذ العصور الساسانية. حكمت العراق الإمبراطوريات المحلية: السومرية، الأكادية، والبابلية، والآشورية، وأيضاً الإمبراطوريات الأجنبية؛ وفي العصر الوسيط، غزتهُ الأمبراطوريات الأخمينية، السلوقية، وكذلك إمبراطوريات البارثيين والساسانيين خلال العصر الحديدي والعصور الكلاسيكية القديمة، وفتحه المسلمون في عصر الخلفاء الراشدين في القرن السابع بعد أن أزاحوا الدولة الساسانية، وأصبح العراق مركزا للدولة الإسلامية في خلافة علي بن أبي طالب، ثم كان العصر الذهبي للعراق خلال عهد الخلافة العباسية في العصور الوسطى، وبعد سلسلة من الغزوات والفتوحات أصبح العراق تحت حكم البويهيين والسلاجقة الأتراك ثم سقط بيد المغول عام 1258م، ثم أصبح العراق ضمن سيطرة الدولة العثمانية في القرن السادس عشر، ولكن بشكل متقطع كان تحت السيطرة الإيرانية الصفوية والمملوكية.
وانتهى حكم الدولة العثمانية مع الحرب العالمية الأولى، وأحتلت الإمبراطورية البريطانية العراق وأصبحت تحت ادارتها المباشرة وقيام المملكة العراقية في 1921 ثم نيله استقلاله رسميا عام 1932م، وانتهى العهد الملكي بقيام الجمهورية العراقية في أعقاب ثورة حركة 14 تموز 1958. وقد توالى حكم الجمهورية عدة رؤساء كان آخرهم صدام حسين للفترة 1979-2003، وفي هذه الفترة وقعت الحرب العراقية الإيرانية وحرب الخليج الثانية، وقد خلع صدام حسين في أعقاب الغزو الذي قادته الولايات المتحدة للبلاد عام 2003، وفي أعقاب الغزو حصل تدهور سياسي للوضع وأضطرابات طائفية في الفترة 2006-2007، حيث كان العراق على شفا حرب أهلية. وفي عام 2011 غادرت القوات الأمريكية البلاد.

## ما قبل التاريخ

جمجمة أثرية، سوندر 1

كان شمال العراق فيما بين عام 65000 قبل الميلاد و35000 قبل الميلاد موطنا لإنسان نياندرتال، والبقايا الأثرية اكتشفت في كهف شاندر، ونفس المنطقة تضم عدد من مقابر ما قبل العصر الحجري الحديث، التي يعود تاريخها إلى حوالي عام 11,000 قبل الميلاد. منذ ما يقرب من 10000 عام قبل الميلاد، فإن العراق (مع آسيا الصغرى وبلاد الشام) كان مركز للثقافة الإنسانية في العصر الحجري الحديث للإنسان القوقازي المعروفة باسم (عهد ما قبل الفخار لفترة العصر الحجري الحديث A) حيث ظهرت الزراعة وتربية الماشية لأول مرة في العالم، وامتاز العصر الحجري الحديث التالي (ما قبل الفخار لفترة العصر الحجري الحديث B) بالبيوت المستطيلة.
وفي وقت ما قبل الفخار لفترة العصر الحجري الحديث، استخدم الناس أوعية مصنوعة من الحجر، والجبس، والجير المحروق (بياض Vaisselle). المكتشفات من الأدوات المصنوعة من السبج في منطقة الأناضول تعد أدلة على علاقات تجارية مبكرة. وتوجد مواقع مهمة أخرى للتقدم البشري مثل موقع جرمو (حوالي عام 7100 قبل الميلاد)، وثقافة حلف، وفترة عبيد (بين 6500 قبل الميلاد و3800 قبل الميلاد)، إن هذه الفترات تظهر مستويات متزايدة من التقدم في الزراعة وصناعة الأدوات والهندسة المعمارية.

## بلاد ما بين النهرين القديمة

خريطة لأشهر المدن السومرية

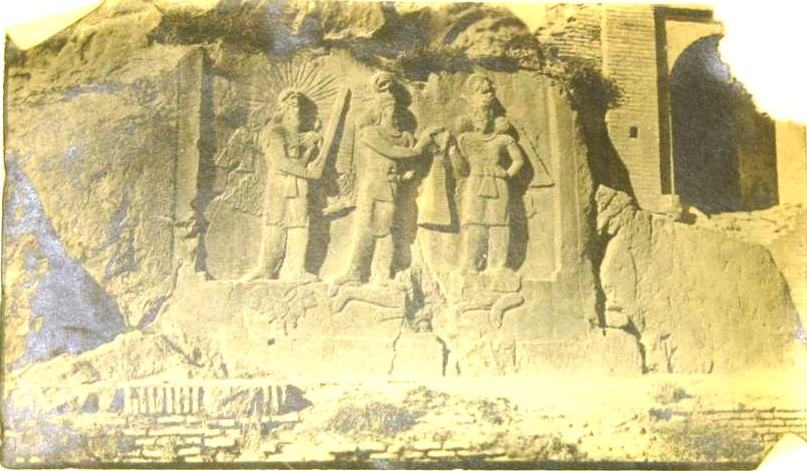
بعض الآثار التي صورت بالعراق في الفترة 1914-1919

بلاد ما بين النهرين هو من المواقع التي شهدت تطورات ثورة العصر الحجري الحديث من حوالي 10,000 قبل الميلاد. حيث تم التعرف على المنطقة على أنها تحتوي أو «مستوحاة بعض من أهم التطورات في تاريخ البشرية بما في ذلك اختراع العجلة، وزراعة محاصيل الحبوب الأولى وتطوير النص الكتابي، الرياضيات، علم الفلك والزراعة.»

### سومر، اكد وبدايات آشور

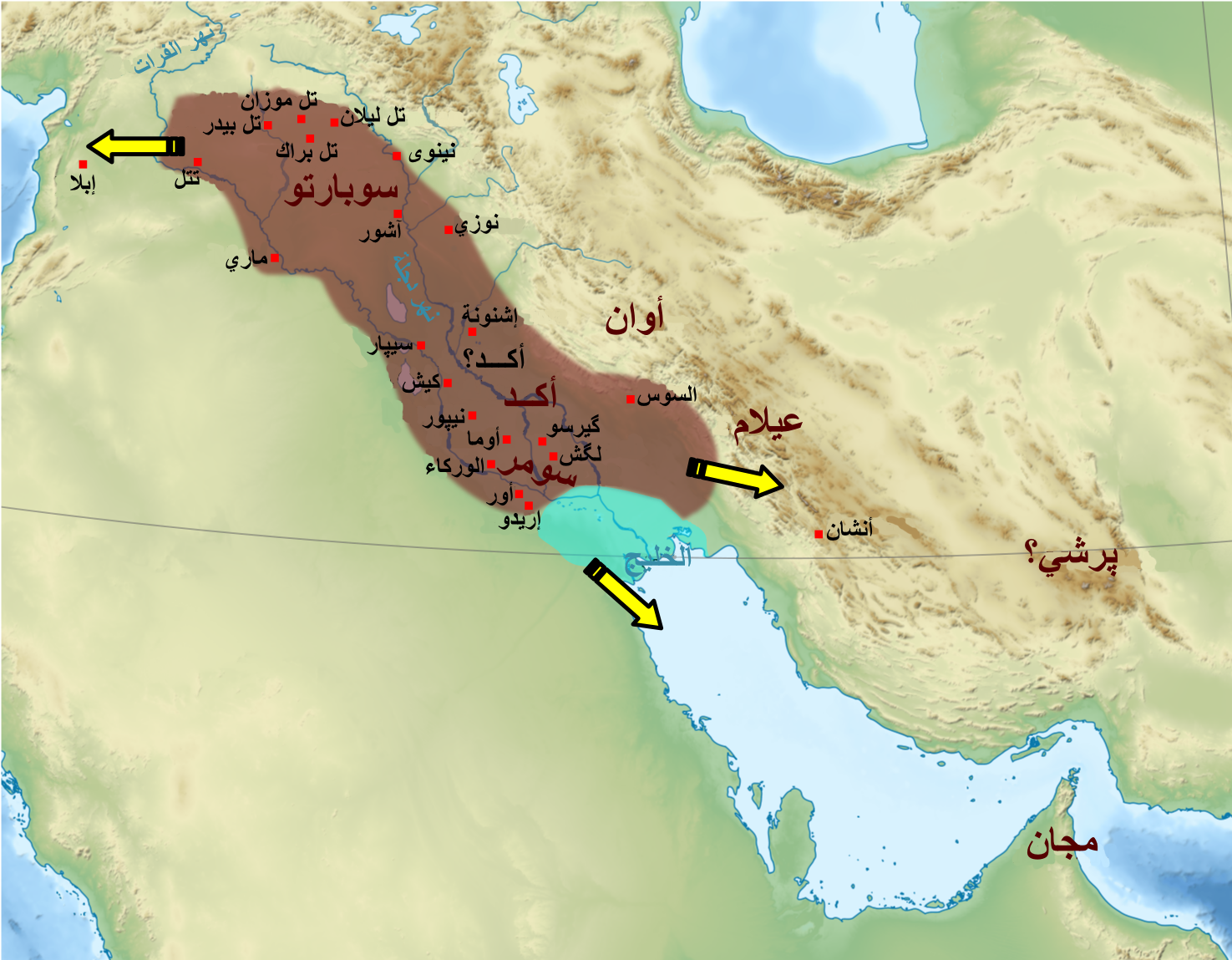
خريطة الإمبراطورية الأكدية في زمن سرجون الأكدي

كانت حضارة سومر والمنطقة التاريخية في جنوب العراق. فمن أقرب الحضارة المعروفة في العالم، مما يجعل العراق واحدة من مهود الحضارة. امتدت الحضارة السومرية أكثر من 3000 سنة وبدأت مع أول مستوطنة من إريدو في فترة عُبيد (منتصف الألفية السادسة قبل الميلاد) خلال فترة أوروك (الألفية الرابعة قبل الميلاد) وفترات السلالات المبكرة (3 الف قبل الميلاد) حتى ظهور أشور وبابل في أواخر وأوائل الألف الثاني والثالث على التوالي.
وتمثل الفترة عُبيد الفخار العصر الحجري الحديث إلى مرحلة النحاسي في بلاد الرافدين، الذي يمثل أقدم مستوطنة في السهل الرسوبي في الجنوب. يبدأ التحضر في وقت مبكر مع فترة عبيد، حوالي 5300 قبل الميلاد. ثقافة عبيد تمهد الطريق إلى فترة أوروك من 4000 قبل الميلاد. اختراع العجلة وبداية العصر النحاسي تقع في فترة عبيد. يبقى السجل التاريخي السومري غامضا حتى فترة السلالات المبكرة، عندما تم وضع نظام الكتابة سلبري محلول الآن، والذي سمح علماء الآثار لقراءة السجلات المعاصرة والنقوش.
الكلاسيكية سومر ينتهي مع صعود ملوك الأكادية السامية في القرن 24 قبل الميلاد. بعد فترة قوتيان، هناك نهضة سومرية قصيرة في القرن 21، وقطع قصيرة في القرن 20 قبل الميلاد من قبل الغزوات العمورية، وهم شعب سامية من بلاد الشام شمال شرقي الذي أسس بابل كدولة مستقلة في عام 1894 قبل الميلاد. سلالة العمورية من اسن استمرت حتى 1600 قبل الميلاد، عندما وحدت جنوب بلاد مابين النهرين تحت الحكم البابلي الكيشين.
أصبحت شمال بلاد ما بين النهرين الدولة الناطقة باللغة الأكادية من آشور في القرن 25 قبل الميلاد في وقت متأخر. جنبا إلى جنب مع بقية بلاد ما بين النهرين كان يحكمها ملوك الأكادية من 24 إلى أواخر منتصف القرن 22 قبل الميلاد، وبعد ذلك أصبحت مرة أخرى مستقلة.
- عبيد الفترة: 5300 - 4100 قبل الميلاد (العصر الحجري الحديث الفخار النحاسي)
- فترة أوروك: 4100 - 2900 قبل الميلاد (أواخر النحاسي إلى البرونزي المبكر العمر I)
  - أوروك XIV-V: 4100 - 3300 قبل الميلاد
  - فترة أوروك الرابعة: 3300 - 3000 قبل الميلاد
  - فترة Jemdet نصر (أوروك III): 3100-2900 قبل الميلاد[14]
- عصر السلالات المبكرة (العصر البرونزي القديم II-IV)
  - السلالات المبكرة I الفترة: 2900-2800 قبل الميلاد
  - أوائل عصر السلالات الثاني: 2800-2600 قبل الميلاد (جلجامش)
  - أوائل عصر السلالات الثالث ألف: 2600-2500 قبل الميلاد
  - أوائل عصر السلالات IIIB: ج. 2500-2334 قبل الميلاد
  - آشور حوالي عام 2400 قبل الميلاد في وقت مبكر
- الإمبراطورية الأكدية الفترة: ج. 2334-2218 قبل الميلاد (سرجون)
- فترة قوتيان: يمكن. 2218-2047 قبل الميلاد (عصر البرونزي القديم الرابع)
- فترة اور الثالثة: ج. 2047-1940 قبل الميلاد
- عصر الأسرات حوالي 2035 قبل الميلاد الآشورية

### آشور

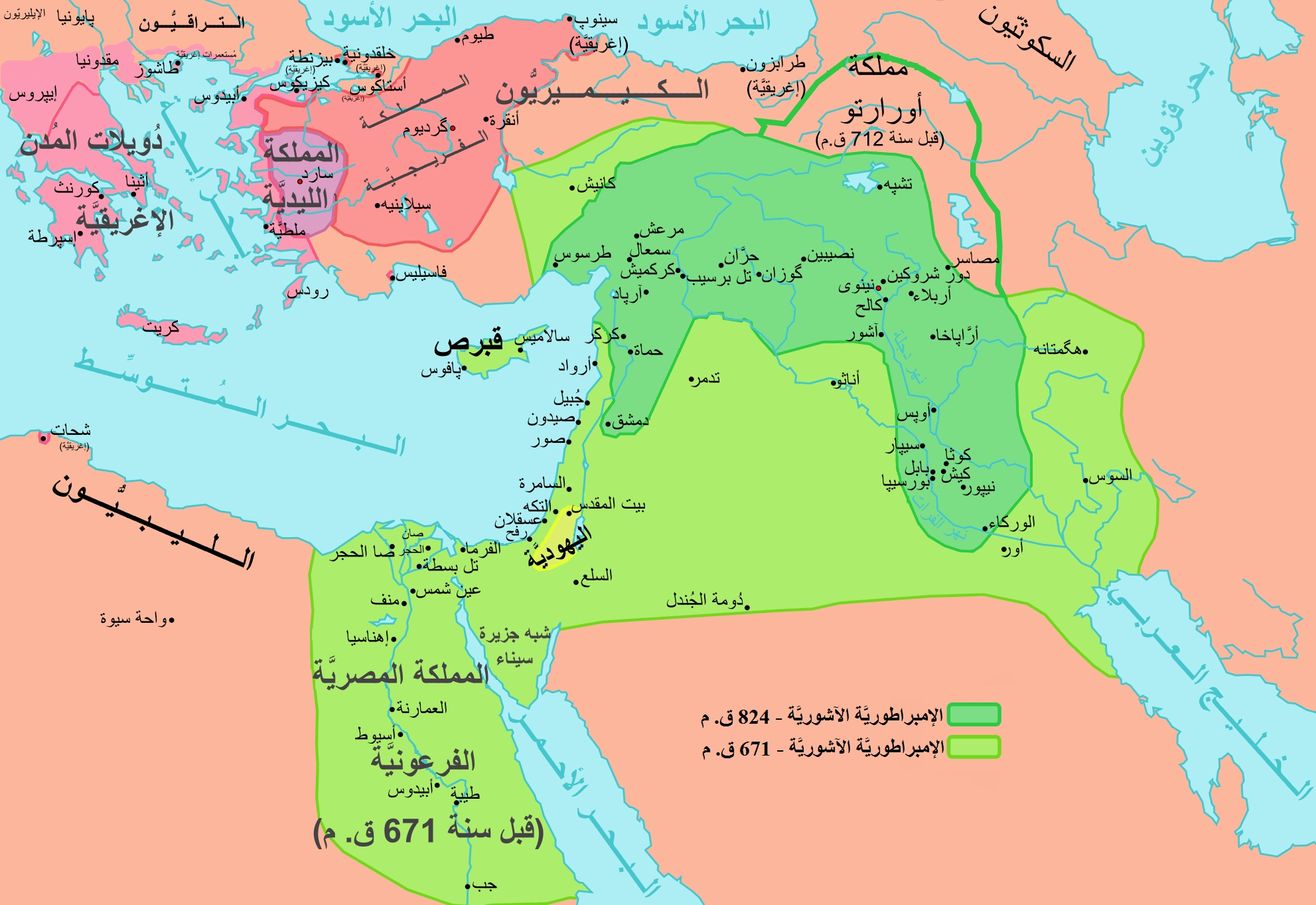
الإمبراطورية الآشورية في أقصى إتسعاتها

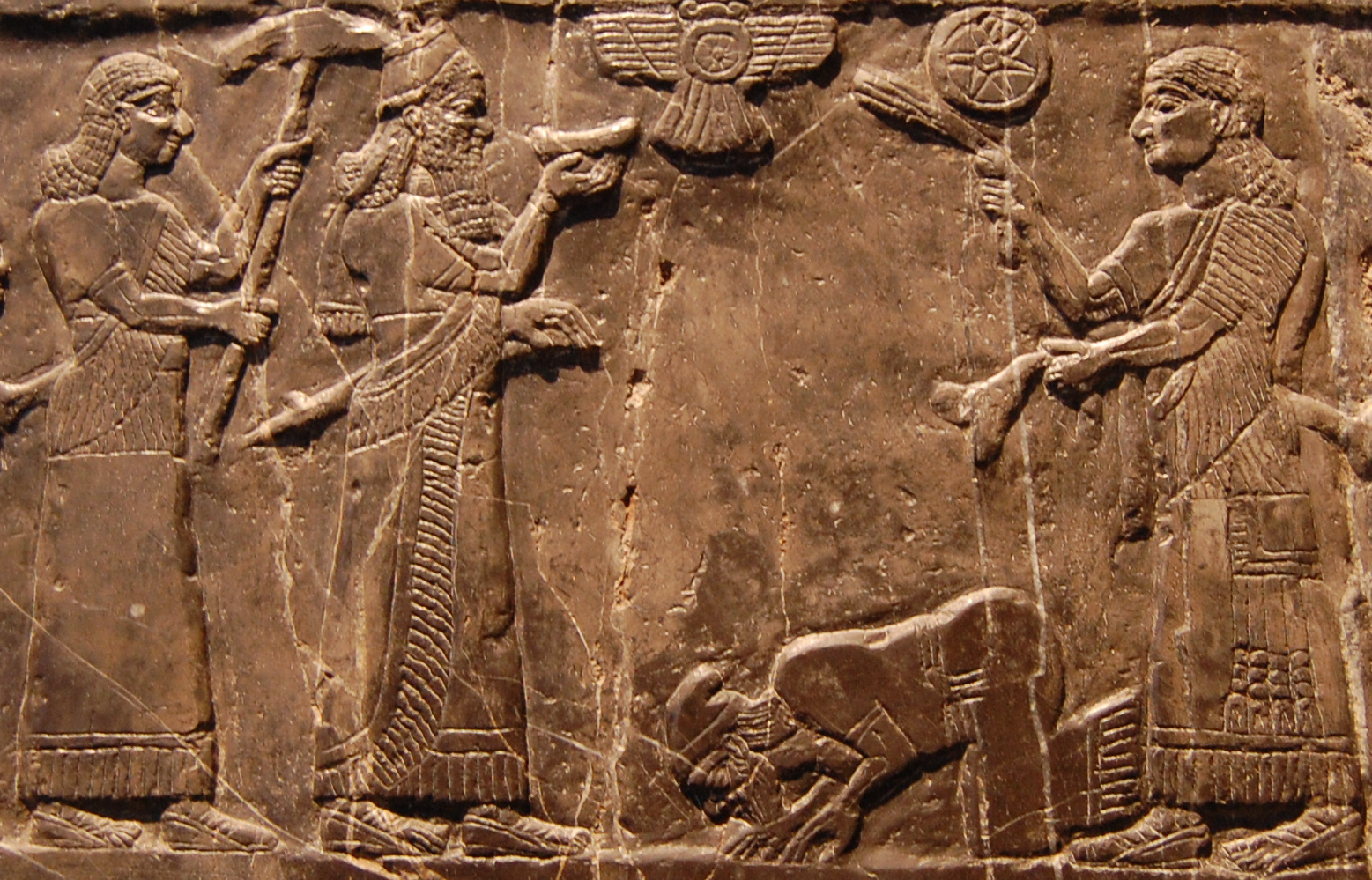
ملك ياهو من السامرة الأقواس قبل شلمنصر الثالث أشور، 825 قبل الميلاد

كانت مملكة آشور الأكدية السامية تقع في ما هو الآن شمال العراق، موجودة كدولة أمة من أواخر 25 وأوائل القرن 24، قبل الميلاد إلى 605 قبل الميلاد. بعد هذا نجا ككيان سياسي جغرافي حتى القرن 7 م. تركزت على نهر دجلة العليا، في شمال بلاد ما بين النهرين (الحاضر شمال العراق)، التي جاءت للحكم الإمبراطوريات الإقليمية عدة مرات عبر التاريخ. كان اسمه على اسم العاصمة الأصلي، المدينة القديمة من آشور (الأكادية: 𒀸𒋗𒁺 𐎹 Aššūrāyu. الآرامية: אתור Aṯur، العبرية: אַשּׁוּר آشور. العربية: آشور اشور).
من التاريخ المبكر للمملكة أشور، لا يعرف إلا القليل. في قائمة الملك الآشوري، وكان أقرب الملك سجلت Tudiya. وكان معاصرا لIbrium إيبلا الذي يبدو انه عاش في أواخر 25 وأوائل القرن 24 قبل الميلاد، وفقا لقائمة الملك. وقد أرجع تأسيس أول نظام ملكي الآشورية تحضرا الحقيقية لUshpia تقليديا معاصرا من اشبي-ايرا من اسن وNaplanum لارسا. ج. 2030 قبل الميلاد. كان آشور فترة الإمبراطورية من 19 إلى 18 قرون قبل الميلاد. من 14 إلى قرون قبل الميلاد ال11 آشور مرة أخرى أصبح قوة كبرى مع صعود الإمبراطورية الآشورية الأوسط التي طغت على كل من بلاد ما بين النهرين وجزء كبير من الشرق الأدنى والأناضول. بعد الفاصلة من مائة سنة أو نحو ذلك، بدأت آشورتتوسع مرة أخرى مع صعود الإمبراطورية الآشورية الجدد.

### الإمبراطورية الآشورية الحديثة
تعتبر الإمبراطورية الآشورية الحديثة عادة قد بدأت مع انضمام أدد نيراري-II، في 911 قبل الميلاد، واستمر حتى سقوط نينوى على يد البابليين عام 612 قبل الميلاد.
بدءا من حملات أدد نيراري-II في القرن 10 قبل الميلاد، أصبحت آشور قوة إقليمية كبيرة، وتزايدت إلى أن تكون أكبر إمبراطورية في العالم قد شهدت بعد، قهر 25 سلالة مصر وجزء كبير من الشرق الأدنى، وآسيا الصغرى، والقوقاز والسعودية ومصر وشرق البحر المتوسط. بدأت الوصول إلى ذروة قوتها مع الإصلاحات من تغلث فلاسر الثالث (حكم 745-727 قبل الميلاد). المشار إليها جيدا هذه الفترة في العديد من المصادر، بما في ذلك سجلات الآشورية البابلية والكتاب المقدس العبرية. استسلمت آشور أخيرا لهجوم المشترك من قبل البابليين والميديين والسكيثيين، بعد سلسلة مريرة من إضعافها بالحروب الأهلية في آشور نفسها. أقيل نينوى عام 612 قبل الميلاد، حران تجاوز في 608 قبل الميلاد، وكانت تعرضت للهزيمة النهائية في كركميش في 605 قبل الميلاد.

### بابل

الإمبراطورية البابلية في زمن حمورابي

تقع الدولة البابلية في وسط وجنوب العراق، وكانت بابل عاصمة لها. وقد تأسست كدولة مستقلة من قبل ملك الأموريين وكان اسمه SUMU مضت Abum في عام 1894 قبل الميلاد. وخلال الألف الثالث قبل الميلاد، كان هناك تكافل الثقافي وطيد بين السومريين والاكديين والتي تضمنت ثنائية اللغة على نطاق واسع. وكان تأثير السومرية على الأكدية (والعكس بالعكس) واضح في جميع المجالات، من الاقتراض المعجمي على نطاق واسع، إلى التقارب النحوي، الصرفي، والصوتي. وهذا ما دفع العلماء للإشارة إلى السومرية والأكدية في الألفية الثالثة قبل الميلاد باعتبارها superabundant.
بدأت الأكدية تحل تدريجيا محل السومرية كلغة منطوقة في بلاد ما بين النهرين في حوالي الالفية الثالثة قبل الميلاد (التي يرجع تاريخها المحدد كونه موضوع نقاش)، ولكن استمرت اللغة السومرية بالاستخدام بوصفها مقدسة، في الاحتفالات والاداب والعلوم في بلاد الرافدين حتى القرن الأول للميلاد.
ظهرت بابل من السلالات العمورية (ج. 1900 قبل الميلاد) عندما وحد حمورابي (ج. 1792-1750 قبل الميلاد) الأراضي والممالك السابقة من سومر وأكاد. وكانت الثقافة البابلية (والآشورية) تعد توليفة من الثقافة الأكادية والسومرية. تحدث البابليون اللغة الأكادية، وبقيت اللغة السومرية للاستخدام الديني، حيث انخفضت كلغة منطوقة في عهد حمورابي . قام حكام بابل باطلاق لقب «ملك سومر وأكد» على كل حاكم اعتلى عرش الدولة.
وأقدم ذكر لمدينة بابل يمكن العثور عليه في لوحة طينية من عهد سرجون الأكادي، التي يعود تاريخها إلى القرن الثامن قبل الميلاد 24. بعد انهيار سلالة أور-III على أيدي العيلاميين (2002 قبل الميلاد التقليدية، 1940 BC قصير)، وسيطر الأموريين على معظم بلاد ما بين النهرين، حيث شكلت سلسلة من الممالك الصغيرة. خلال القرون الأولى ما يسمى «فترة العمورية»، كانت دول المدن أقوى مثل اسن ولارسا، على الرغم من شمشي أدد-I اقتربنا من توحيد المناطق الأكثر الشمالية حول آشور وماري. تأسست واحدة من هذه السلالات العمورية في ولاية مدينة بابل، والتي سوف تتحد في نهاية المطاف مع الآخرين وتشكل أول إمبراطورية بابلية، فيما يسمى الفترة البابلية القديمة.

### الإمبراطورية البابلية الحديثة

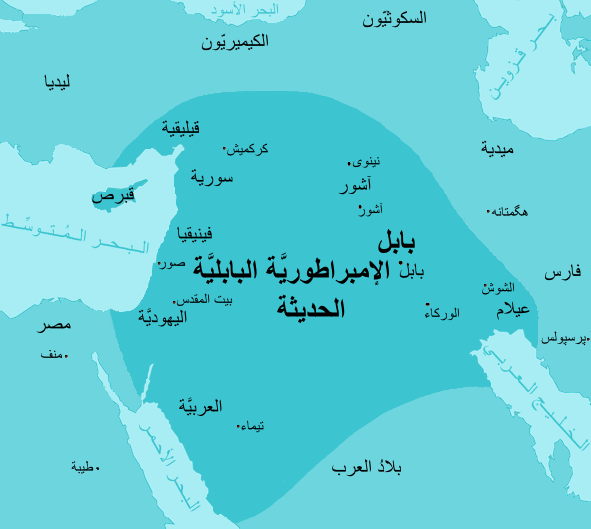
الإمبراطورية البابلية الحديثة في أقصى إتساع لها

في 620 قبل الميلاد، ساعد الكلدان «نبوبلاصر» للاستيلاء على السلطة في بابل. في ذلك الوقت، وكانت مدينة آشور التي تعصف بها سلسلة من الحروب الأهلية المريرة التي تخاض من أجل السيطرة على المملكة بعد وفاة حاكمها العظيم الماضي، آشور بانيبال.
نبوبلاصر البابلي المتحالف مع الميديين والفرس والسيمريين والسكيثيين. وكانت آشور من الضعف بحيث لا يمكنها ان تتحمل هذا الضغط المضاف، وفي عام 612 قبل الميلاد، سقطت نينوى عاصمة آشوربأكملها، وأقيل ملكها من منصبه.
في وقت لاحق، ورث نبوخذ نصر الثاني (ابن نبوبلاصر) نسبة للإمبراطورية الآشورية السابقة لبابل. وأضاف الأراضي إلى بابل وقامت الكثير من أعمال البناء في المدينة.
في القرن 6 قبل الميلاد (586 قبل الميلاد)، غزا نبوخذ نصر الثاني يهودا (يهوذا)، ودمر القدس. كما تم تدمير معبد سليمان. قام نبوخذ نصر الثاني بما يقدر ب15،000 من الأسرى، وأرسل معظم سكانها إلى المنفى في بابل. وينسب لنبوخذ نصر الثاني (604-562 قبل الميلاد) بناء الجنائن المعلقة الأسطورية ببابل، واحدة من عجائب الدنيا السبع في العالم.
كان حكم الكلدانية قد انتهى في نهاية المطاف في بابل ملك النهائي نابونيدوس المفارقات من العاصمة الآشورية النهائي من حران.

## العصور القديمة الكلاسيكية

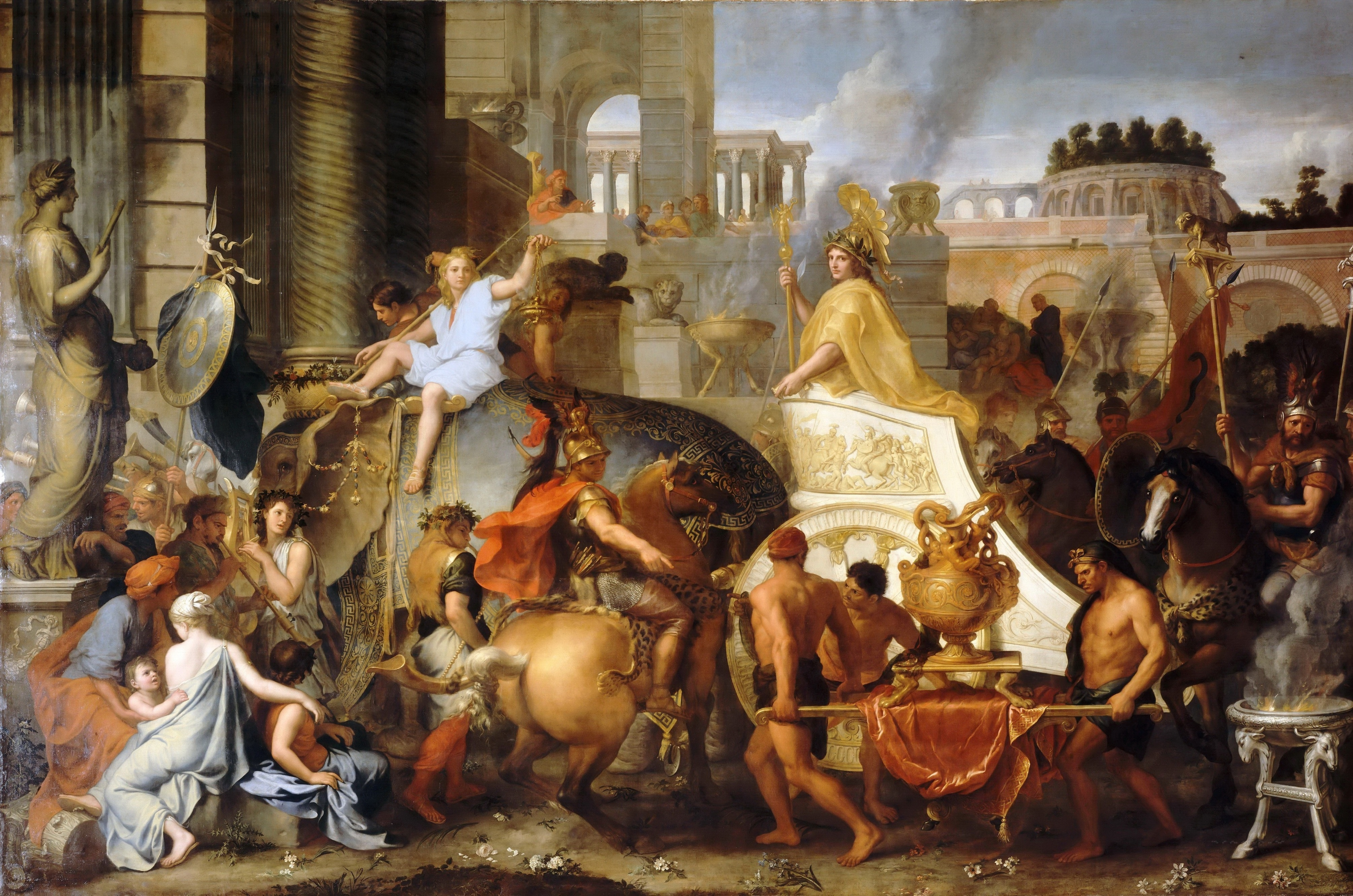
دخول الإسكندر إلى بابل

### الأخمينية والحكم السلوقي
احتل وغزا عدة اقوام بلاد ما بين النهرين بعد وفاة الملك نابونيدوس ملك الحضارة الآشورية وباني بابل، بما في ذلك كورش الكبير عام 539 قبل الميلاد، والاسكندر المقدوني عام 331 قبل الميلاد، الذي توفي هناك عام 323 قبل الميلاد. في القرن الثامن قبل الميلاد 6، وأصبحت بابل جزءا من الإمبراطورية الأخمينية، ثم غزاها الاسكندر وبقيت تحت الحكم اليوناني وتحت السلالة السلوقية منذ ما يقرب من قرنين من الزمان. وترك بابل كعاصمة فبعد تأسيس سلوقية على نهر دجلة، صارت عاصمة الإمبراطورية السلوقية الجديدة. واستمرت الحضارة الآشورية في الوجود ككيان جغرافي وسياسي، وكان يعرف من قبل ماثورا الاخمينيين.

### حكم الفرثيين والرومانية
وقد نجح السلوقيين من قبل الإمبراطورية البارثية في القرن الثامن قبل الميلاد 3. في بداية القرن الميلادي 2، والرومان، بقيادة الإمبراطور تراجان، غزت بارثيا وغزا بلاد ما بين النهرين، مما يجعلها محافظة الإمبراطورية. وأعيد إلى البارثيين بعد فترة وجيزة من قبل خليفة تراجان وهادريان.
دخلت المسيحية بلاد ما بين النهرين في القرن الميلادي الأول، وأصبحت الدولة الآشورية مركز المسيحية الشرقية والطقوس المسيحية والتقليد الأدبي السرياني. وبدأ مواليد ما بين النهرين الدين للموت خلال هذه الفترة، على الرغم من المعابد لا تزال قيد مكرسة لإله القومي الآشوري آشور في مدينته في وقت متأخر من القرن 4.

### الإمبراطورية الساسانية
في القرن 3، البارثيين وبدوره خلفه سلالة الساسانية التي حكمت بلاد ما بين النهرين حتى حكم الخلافة الإسلامية في القرن 7، وبعد ذلك تم حله نقطة آشور (Assuristan). الساسانيين غزا الدول النيو الآشورية المستقلة من حدياب، Osroene، الحضر وأخيرا آشور خلال القرن 3.
في منتصف القرن 6 قسمت الإمبراطورية الفارسية تحت سلالة الساسانية من قبل خسرو أنا إلى أربعة أرباع، منها واحد الغربي، ودعا Khvārvarān، وشملت معظم العراق الحديث، وتقسيمها إلى محافظات مشعان، Asuristān (آشور)، هزوانيون (الذي كان لفترة اقامة دولة مستقلة الآشورية) وسائل الإعلام السفلى. مصطلح يستخدم على نطاق واسع في العراق المصادر العربية في العصور الوسطى للمنطقة في وسط وجنوب الجمهورية الحديثة باعتبارها الجغرافية بدلا من مصطلح سياسي، مما يعني دقة أكبر من أي حدود من مصطلح «بلاد ما بين النهرين» أو، في الواقع، العديد من أسماء الدول الحديثة قبل القرن 20th.
حتى 602، الحدود الصحراوية من الإمبراطورية الفارسية قد تتم حراستها من قبل ملوك Lakhmid العربية من الحيرة، الذين كانوا أنفسهم عربا ولكن الذي حكمت استقر دولة عازلة تخضع لبلاد فارس. في تلك السنة شاهنشاه خسرو الثاني Aparviz (الفارسي خسرو پرويز) ألغت المملكة Lakhmid وضعت الحدود مفتوحة لغارات البدو. أبعد إلى الشمال، ويحدها الربع الغربي من الإمبراطورية البيزنطية. الحدود أكثر أو أقل وجاء الحديث الحدود السورية العراقية، واستمر شمالا في تركيا الحديثة، وترك نصيبين (نصيبين الحديث) كما حصن الحدود الساسانية أثناء احتجازهم البيزنطيين دارا والآشورية قريب بالسكان أميدا (ديار بكر الحديث).

### من 224 إلى 337م، الساسانيون
عين الساسانيون ملكا عربيا من أسرة اللخميين من قبيلة تنوخ لينوب عنهم في إدارة العراق، وفي سنة 602 عين الساسانيون حاكما فارسيا استمر في حكم العراق حتى انهزم الفرس على أيدي المسلمين في معركة القادسية بقيادة سعد بن أبي وقاص سنة 637م/ 14هـ، وسقطت المدائن بعد شهرين من معركة القادسية.

### من 268 إلى 633م، المناذرة
هاجر المناذرة من اليمن إلى العراق واسسوا دولة عربية كانت عاصمتها مدينة الحيرة قرب نهر الفرات واعتنقوا المسيحية وتبعوا كنيسة المشرق، وكانوا خاضعين لنفوذ الساسانيين الفرس الذين كانت عاصمتهم المدائن على نهر دجلة وانتهى حكم الفرس بعد هزيمتهم في معركة القادسية اثناء الفتح الإسلامي للعراق.

## القرون الوسطى

### الخلافة الراشدة

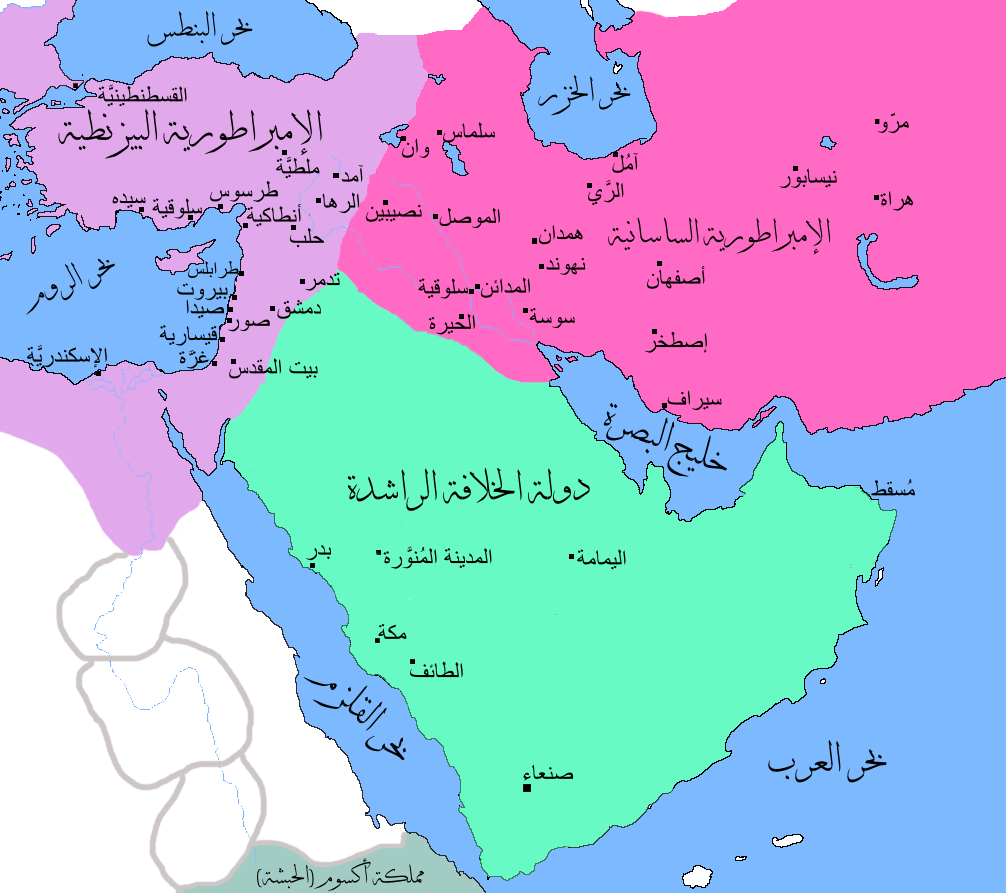
خارطة تُظهرُ الحُدود المُتاخمة لِدولة الخِلافة الرَّاشدة، والإمبراطوريَّة الروميَّة البيزنطيَّة، والإمبراطوريَّة الفارسيَّة الساسانيَّة

كانت دولةُ الخُلَفاءُ الرَّاشِدين، هي أولى دُول الخِلافة الإسلاميَّة التي قامت عقِب وفاة الرسول مُحمَّد وفي عهد أول خلفائها أبو بكر الصديق بدأ ضم العراق والذي كان جزءاً من الإمبراطورية الساسانية إلى حدود الخلافة الإسلامية فيما سمي بالفَتْحُ الإسْلَامِيُّ لِفَارِسَ أو الغَزْوُ الإسْلَامِيُّ لِفَارِسَ، وبدأت تلك الفتوحات بِغزو المُسلمين للعِراق، المركز السياسي والاقتصادي للإمبراطوريَّة، سنة 11هـ المُوافقة لِسنة 633م بِقيادة خالد بن الوليد، ونُقل خالد بعد ذلك إلى الجبهة الروميَّة بالشَّام، فتعرَّض المُسلمون لِهُجومٍ مُضادٍ من قِبل الفُرس مما أفقدهم ما فتحوه مع خالد بن الوليد.
في عهد الخليفة الراشدي الثاني عمر بن الخطاب بدأت الموجة الثانية من الفُتوحات تحت قيادة سعد بن أبي وقَّاص سنة 14هـ المُوافقة لِسنة 636م، فكان النصر الحاسم في معركة القادسيَّة وولي سعد بن أبي وقاص على العراق. أضحت الحدود ما بين الدولة الإسلاميَّة الفتية والفُرس من العراق إلى جِبال زاگرُس. وفي عهد الخليفة عمر بن الخطاب شُيدت مدينتي البصرة والكوفة، بعد معركة الجمل قام الإمام علي بنقل عاصمة الخلافة من المدينة إلى الكوفة نظرا لموقعها الاستراتيجي الذي يتوسط أراضي الدولة الإسلامية أنذاك، ولكثرة مؤيديه هناك.، واستمر العراق يدار من قبل الولاة الذين يعينون من قبل الخلفاء في المدينة حتى قبيل مقتل الخليفة الرابع علي بن أبي طالب الذي اتخذ من الكوفة عاصمة له، إذ كان على ولاية الموصل في سنة 656م/ 36هـ واليان، أحدهما من قبل علي وهو الأشتر مالك بن الحارث النخعي، وثانيهما من قبل معاوية وهو الضحاك بن قيس.
وبدأت نهايات العصر الراشدي باغتيال الخليفة الرابع علي بن أبي طالب عندما كان يؤم المسلمين في صلاة الفجر في مسجد الكوفة، وفي أثناء الصلاة ضربه عبد الرحمن بن ملجم بسيف مسموم على رأسه، فقال علي جملته الشهيرة: «فزت ورب الكعبة»، وتقول بعض الروايات أن علي بن أبي طالب كان في الطريق إلى المسجد حين ضربه ابن ملجم؛، ظل السم يسري بجسده إلى أن توفي بعدها بثلاثة أيام، تحديدا ليلة 21 رمضان سنة 40 هـ عن عمر يناهز 64 حسب بعض الأقوال.
واستلم الحسن بن علي الخلافة بعد والده، لستة أشهر، وقيل ثمانية، وكادت أن تندلع الحرب بين الحسن ومعاوية وأنصاره من الشام؛ فقد سار الجيشان حتى التقيا في موضع يقال له (مسكن) بناحية الأنبار؛ كان حريصًا على المسلمين وعدم تفرقهم، فتنازل عن الخلافة، لتكون الخلافة واحدة في المسلمين جميعاً، ولإنهاء الفتنة وإراقة الدماء. وقيل كان تسليم الحسن الأمر إِلى معاوية في ربيع الأول 41 هـ، وقيل في ربيع الآخر، وقيل في جمادى الأولى وقيل سنة 40 هـ.
وذكرت الروايات أن الحسن بن علي اغتيل متأثراً بالسم، واختلفت الروايات فيمن سمّ الإمام الحسن، وقيل إن الإمام الحسن لم يتهم أحداً لأنه لم يرد معاقبة شخص برئ، وقيل إن جعدة بنت الأشعث هی التي دست السم بأمر من يزيد حسب بعض الروایات، ورواية أخرى تقول أن معاوية هو الذي أمر جعدة ان تسقيه سماً.

### الدولة الأموية

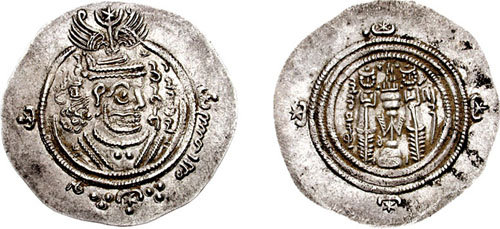
درهم عربي ساساني نقش فيه اسم الحجاج باللغة الفَهلَوِيّة

الدولة الأموية أو الخِلافَةُ الأُمَوِيَّةُ (41 - 132 هـ / 662 - 750 م) هي ثاني خلافة في تاريخ الإسلام، وأكبر دولة في تاريخ الإسلام. كان بنو أمية أولى الأسر المسلمة الحاكمة، إذ حكموا من سنة 41 هـ (662 م) إلى 132 هـ (750 م)، وكانت عاصمة الدولة في مدينة دمشق بجمهورية سورية الحالية.
كان من أبرز التغيرات على الصَّعيد السياسيّ في عهد معاوية بن أبي سفيان، أنه نقلَ عاصمة الدولة من الكوفة إلى دمشق (بعد أن كان علي قد نقلها من المدينة إلى الكوفة)، وقد أثار هذا سخطَ بعض أهل العراق والحجاز. كما شهدت الدولة في عهده فترة من الاستقرار والرخاء، ومُتابعة الفتوحات بعد توقف طويل
ومن أهم ماجرى بالعراق إبان الدولة الأموية هي: واقعة الطف بكربلاء، ووقعت على ثلاثة أيام وختمت في 10 محرم سنة 61 للهجرة والذي يوافق 12 أكتوبر 680م، وكانت بين الحسين بن علي بن أبي طالب ابن بنت نبي الإسلام، محمد بن عبد الله صلى الله عليه وسلم، الذي أصبح المسلمون يطلقون عليه لقب «سيد الشهداء» بعد انتهاء المعركة، ومعه أهل بيته وأصحابه، وجيش تابع للخليفة الأمويّ يزيد بن معاوية. ونتج عنها مقتل الحسين وأكثر من كان معه.
وبايع أهل العراق ابن الزبير كخليفة مع أهل الحجاز، ثم بعد ذلك أعلن المختار الثقفي الثورة على الأمويين عام 66 هـ، وقتل جمعاً من قتلة الإمام الحسين ممن كان بالكوفة وغيرها أمثال عمر بن سعد وشمر بن ذي الجوشن وغيرهم، وسيطر على الحكم بالكوفة ورفع شعار «يا لثارات الحسين» وكان يخطط لبناء دولة علوية في العراق، وقد قُتل في الكوفة عام 67 للهجرة على يد جيش مصعب بن الزبير بعهد الخليفة عبد الملك بن مروان، واستعاد عبد الملك بن مروان ولاية العراق بعد نجاحه ب«معركة دير الجاثليق» سنة 71 هـ، وأرسل عبد الملك بن مروان الحجاج بن يوسف الثقفي ليكون الوالي على العراق والمشرق بعد نجاحه في معركة ضد ابن الزبير،أسس مدينة واسط لتكون له عاصمة يحمي نفسه بها من التيارات المعارضة والروح الثورية التي كانت في الكوفة والبصرة، تميزت فترة الحجاج بالسلطة الشديدة والقمع للمعارضين والإيغال بالدم.
وكان حكم الأمويين في العراق عرضة لثورات منها ثورة زيد بن علي بن الحسين على الخليفة هشام بن عبد الملك سنة 121 هـ ،، وانتهى حكم الأمويين بالعراق بعد خسارة الخليفة الأموي مروان بن محمد لصالح جيوش العباسيين بقيادة عبد الله بن علي بن عبد الله بمعركة الزاب الكبير في شهر جمادى الآخرة سنة 132 هـ (750 م).

### الدولة العباسية

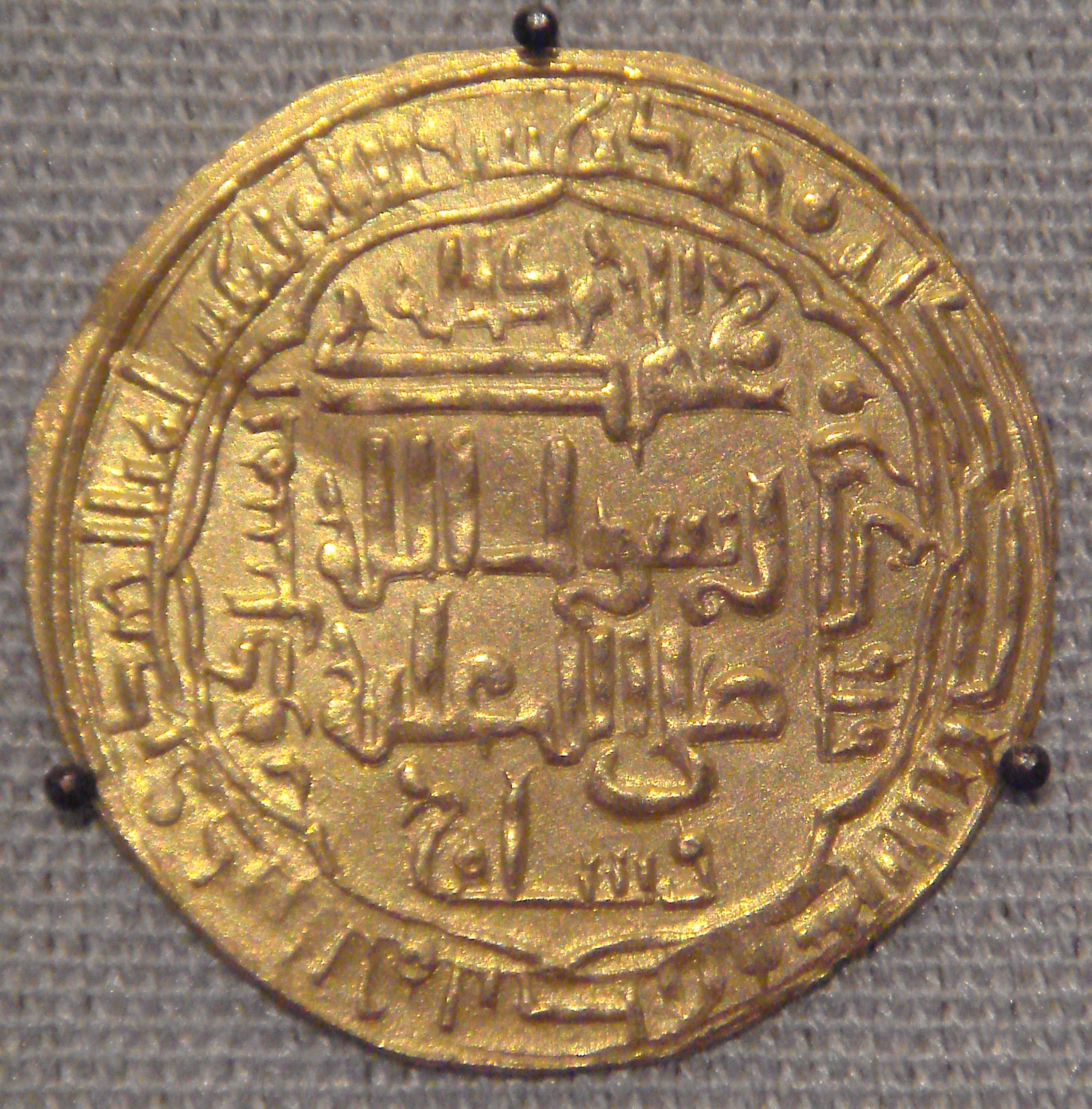
دينار عباسي ذهبي في عهد الدولة العباسية سنة 1244م

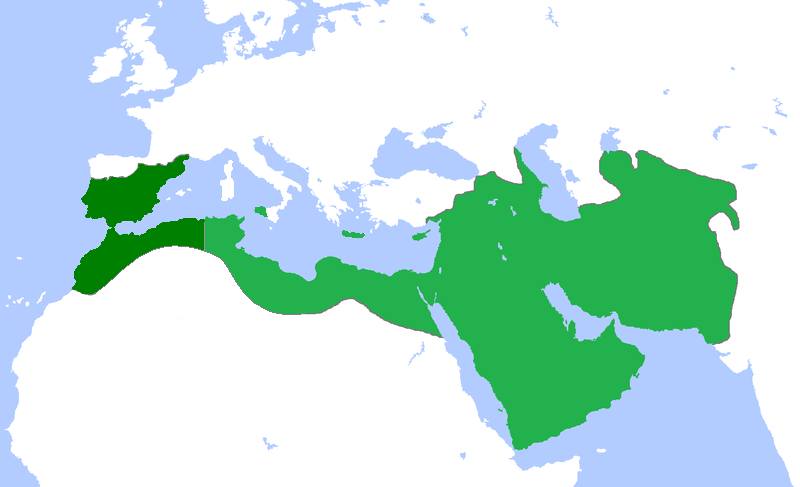
الدولة العباسية في أقصى اتساع لها

الدولة العباسية وهي ثاني السلالات الحاكمة الإسلامية. استطاع العباسيون أن يزيحوا بني أمية من دربهم ويستفردوا بالخلافة، وقد قضوا على تلك السلالة الحاكمة وطاردوا أبناءها حتى قضوا على أغلبهم ولم ينج منهم إلا من لجأ إلى الأندلس.
تأسست الدولة العباسية على يد المتحدرين من سلالة أصغر أعمام نبي الإسلام محمد بن عبد الله صلى الله عليه وسلم، ألا وهو العباس بن عبد المطلب، وقد اعتمد العباسيون في تأسيس دولتهم على الفرس الناقمين على الأمويين لاستبعادهم إياهم من مناصب الدولة والمراكز الكبرى، واحتفاظ العرب بها، كذلك استمال العباسيون الشيعة للمساعدة على زعزعة كيان الدولة الأموية. نقل العباسيون عاصمة الدولة، بعد نجاح ثورتهم، من دمشق، إلى الكوفة، ثم الأنبار قبل أن يقوموا بتشييد مدينة بغداد لتكون عاصمة لهم، والتي ازدهرت طيلة ثلاث قرون من الزمن، وأصبحت أكبر مدن العالم وأجملها، وخصوصا في عهد الخليفة هارون الرشيد والذي أقترنت بغداد بأسمه في روايات الف ليلة ولية وفي باقي الاداب العالمية ، لكن نجمها أخذ بالأفول مع بداية غروب شمس الدولة العباسية ككل. تنوّعت الأسباب التي أدّت لانهيار الدولة العباسية، ومن أبرزها: بروز حركات شعوبية ودينية مختلفة في هذا العصر، وقد أدّت النزعة الشعوبية إلى تفضيل الشعوب غير العربية على العرب، وإلى جانب الشعوبية السياسية، تكوّنت فرق دينية متعددة عارضت الحكم العبّاسي. وكان محور الخلاف بين هذه الفرق وبين الحكام العبّاسيين هو «الخلافة» أو إمامة المسلمين.
ومن العوامل الداخلية التي شجعت على انتشار الحركات الانفصالية، اتساع رقعة الدولة العبّاسية، ذلك أن بعد العاصمة والمسافة بين أجزاء الدولة وصعوبة المواصلات في ذلك الزمن، جعلا الولاة في البلاد النائية يتجاوزون سلطاتهم ويستقلون بشؤون ولاياتهم دون أن يخشوا الجيوش القادمة من عاصمة الخلافة لإخماد حركتهم الانفصالية والتي لم تكن تصل إلا بعد فوات الأوان، ومن أبرز الحركات الانفصالية عن الدولة العباسية: حركة الأدراسة وحركة الأغالبة، والحركة الفاطمية. وخلال حكم الدولة العباسية، استولى الحمدانيون على الموصل وحكموها من (890م-1004م) مؤسسين بذلك الدولة الحمدانية.
انتهى الحكم العباسي في بغداد سنة 1258م، (656 هجرية)، عندما أقدم هولاكو خان التتري على غزو المدينة.

### الغزو المغولي وما بعده من الدول

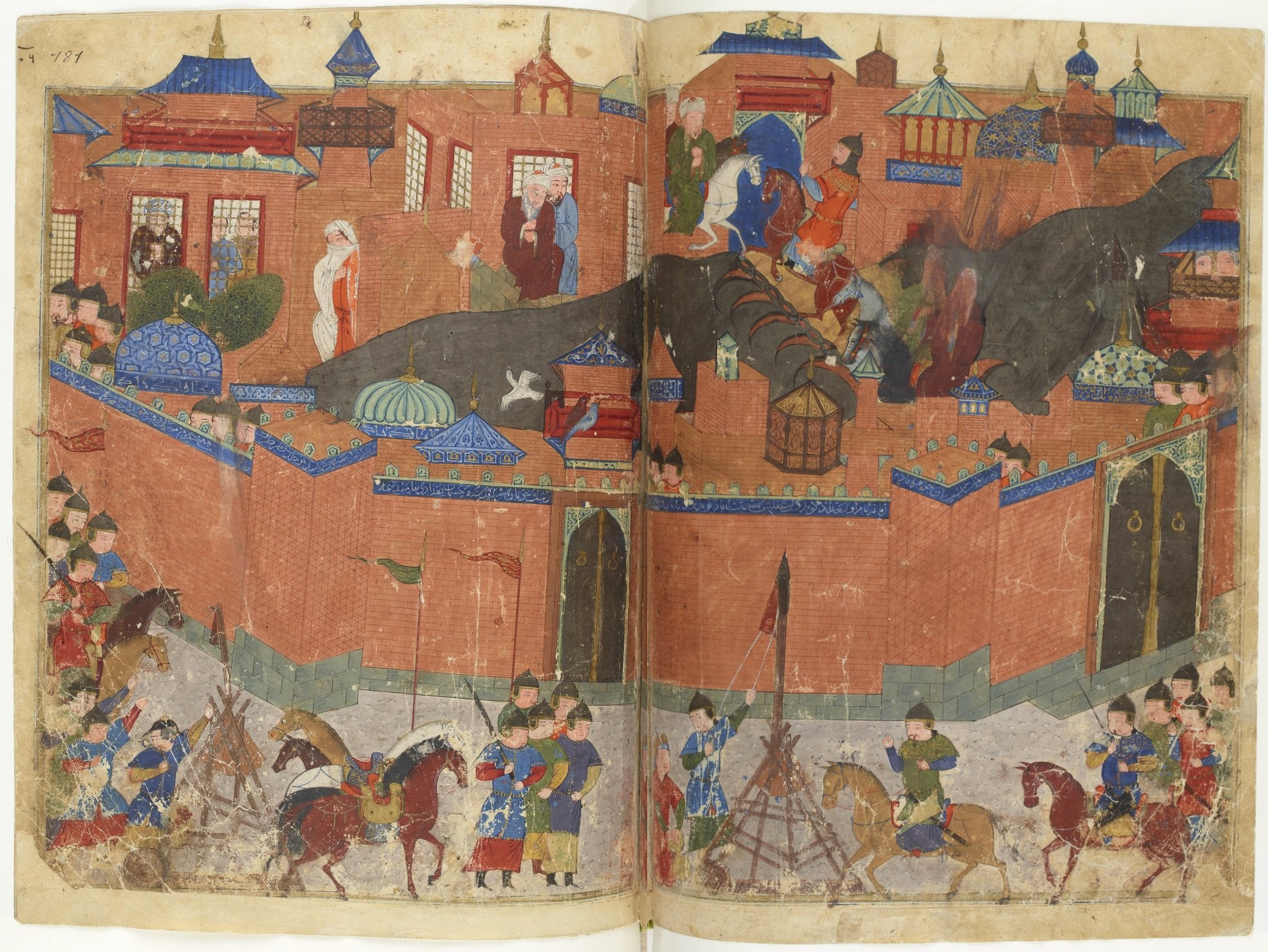
حصار بغداد (1258). من كتاب جامع التواريخ، لرشيد الدين فضل الله الهمذاني.

بدأ القائد المغولي هولاكو خان سنة 1257 بتجميع عدد ضخم من جيوش الإمبراطورية المغولية بغية احتلال بغداد. وعند وصوله لعاصمة الخلافة الإسلامية طلب هولاكو من الخليفة العباسي المستعصم بالله الاستسلام ولكن الخليفة رفض الاستسلام، مما أثار غضب هولاكو فأمر بتدمير العاصمة وهو ما يتفق مع إستراتيجية المغول في تثبيط المقاومة، وقد دمرت بغداد بالكامل، وتراوحت التقديرات إلى أن عدد القتلى ما بين 200,000 إلى مليون شخص. وبتدخل من زوجة هولاكو النسطورية دوكوز خاتون لم يتعرض أحد للسكان المحليين المسيحيين.، إضافة إلى حرق مكتبة بيت الحكمة التي كانت تعتبر أعظم مكتبة علمية وأدبية وفنية في ذلك الوقت، حيث كانت تحتوي على عدد لا يحصى من الكتب القيمة والوثائق الأثرية التي لا تقدر بثمن.
ويعتقد بعض المؤرخين بأن الغزو المغولي قد دمر البنية التحتية للنظام الزراعي والذي ابقى على ازدهار بلاد الرافدين لألوف السنين. إلا أن مؤرخين آخرين أشاروا إلى ان ملوحة التربة هي السبب الرئيسي في تراجع القطاع الزراعي.
وبعد الغزو المغولي حكم العراق الجلائريون، وفي سنة 1401 غزا تيمورلنك العراق، ودمر بغداد بعد استسلامها له، وقد قتل جراء التدمير حوالي 20,000 من الأهالي العزل. وقد أمر تيمور لنك كل جندي أن يعود إليه ومعه رأسين من رؤوس الضحايا (ومن شدة خوف الجنود منه، قتلوا الأسرى الموجودين عندهم ماقبل دخولهم بغداد ليروه الرؤوس عند حضورهم إليه). وضمها للدولة التيمورية.
وفي القرن الخامس عشر تمكنت قبائل الخروف الأسود (القرة قوينلو) من بسط سيطرتها على العراق، حيث استطاع زعيمهم بهرام خواجة من بسط سيطرته على مدينة الموصل، ومن ثم تمكن إبنه يوسف بن قره محمد حفيد بيرام من هزيمة الجيش الجلائري قرب تبريز في إيران، وتمكن خلالها من احتلال العراق، وقد إنتهى حكم الخروف الأسود في سنة 1467م بعد أن تمكنت قبائل تركية أخرى وهم الخروف الأبيض (آلاق قوينلو) من احتلال العراق، حيث تمكن أميرهم حسن الطويل من هزيمة جيش قبائل الخروف الأسود وطردهم من العراق.
إشتهر هذا العصر في العراق بكثرة النزاعات فيه على السلطة من قبل قبائل الخروف الأسود والخروف الأبيض، وانتهى حكم هذه القبائل بعد أن تمكن إسماعيل الصفوي من احتلال العراق وأنهى حكم قبائل الخروف الأبيض فيه.

### الدولة الصفوية

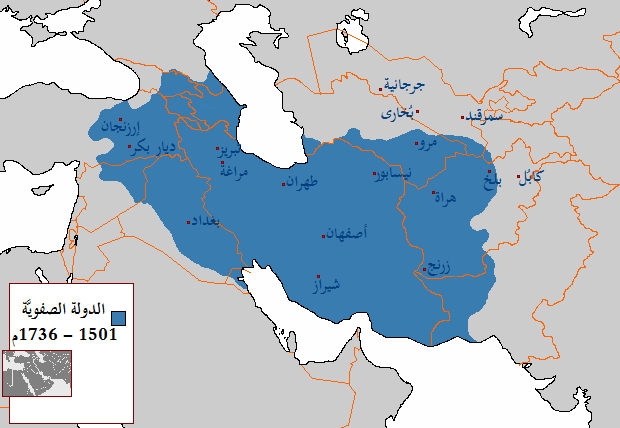
إمتداد الدولة الصفوية بتاريخ 1501م-1722م

حكم الصفويون وهم سلالة من الشاهات بلاد فارس (إيران) في السنوات 1501-1785 م، وسيطروا على بغداد في عام 1509 بقيادة الشاه إسماعيل الصفوي. وبقيت تحت حكم الصفويين حتى انتزعها العثمانيون من يد الصفويين عام 1535، ولكن ما لبث الصفويون أن عادوا ليسيطروا عليها عام 1624م، وحدثت فيها مذبحة عند دخول جيش الشاه، وبقت تحت الحكم الصفوي حتى عام 1639م، حيث دخلها السلطان العثماني مراد الرابع عام 1638م.

### الإمبراطورية العثمانية

العراق بتاريخ 1803م.

هزم الصفويون الخرفان البيض الذين كانوا يحكمون العراق وإيران وأذربيجان وأرمينيا وأجزاء من تركيا ومن تركمانستان ومن جورجيا وأصبح العراق تابعاً لهم لفترة وجيزة أي في الفترة من 1508 ثم بدأوا بفقدان العراق تدريجياً منذ عام 1514 بعد خسارة الصفويين معركة جالديران مع العثمانيين حتى فقدوا مجمل أراضي العراق في عام 1533، ثم عاودوا الاستيلاء على العراق للفترة من 1623-1638.
بحلول القرن السابع عشر، استنزفت النزاعات المتكررة مع الصفويين من جانب ومع الدول الأوربية من جانب آخر قوة الدولة العثمانية وأضعفت سيطرتها على ولاياتها. وتضخم عدد السكان مع تدفق البدو الرحل من نجد، في شبه الجزيرة العربية. وأصبح من المستحيل كبح غارات البدو على المناطق المستقرة.، وأكثر الهجرات كانت للمحافظات الوسطى والجنوبية وخصوصاً المحاذية لنهر الفرات أي من الأنبار إلى البصرة.
خلال الفترة 1747-1831 حكم العراق ضباط مماليك من أصل شركسي نجحوا في الحصول على حكم ذاتي من الباب العالي العثماني، وقد قمعوا الثورات القبلية وحدوا من سلطة الإنكشارية واستعادوا النظام وقدموا برنامجاً لتحديث الاقتصاد والنظام العسكري. في عام 1831، نجح العثمانيون في الإطاحة بنظام الحكم المملوكي وفرضوا سيطرتهم المباشرة على العراق. وقد بلغ عدد سكان العراق أوائل القرن العشرين أقل من خمسة ملايين نسمة.
وفي أواخر عهد الإمبراطورية في العراق، قامت بمذابح عرفت بمذابح سيفو وتعرف كذلك بالمذابح الآشورية أو مذابح السريان، وهي سلسلة من العمليات الحربية التي شنتها قوات نظامية تابعة للدولة العثمانية بمساعدة مجموعات مسلحة شبه نظامية استهدفت مدنيين آشوريين/سريان/كلدان أثناء وبعد الحرب العالمية الأولى. أدت هذه العمليات إلى مقتل مئات الآلاف منهم، كما نزح آخرون من مناطق سكناهم الأصلية بجنوب شرق تركيا الحالية وشمال غرب إيران.، واستقر بعض منهم في العراق.

## التاريخ المعاصر

### الحرب العالمية الأولى والانتداب البريطاني والإتفاقات

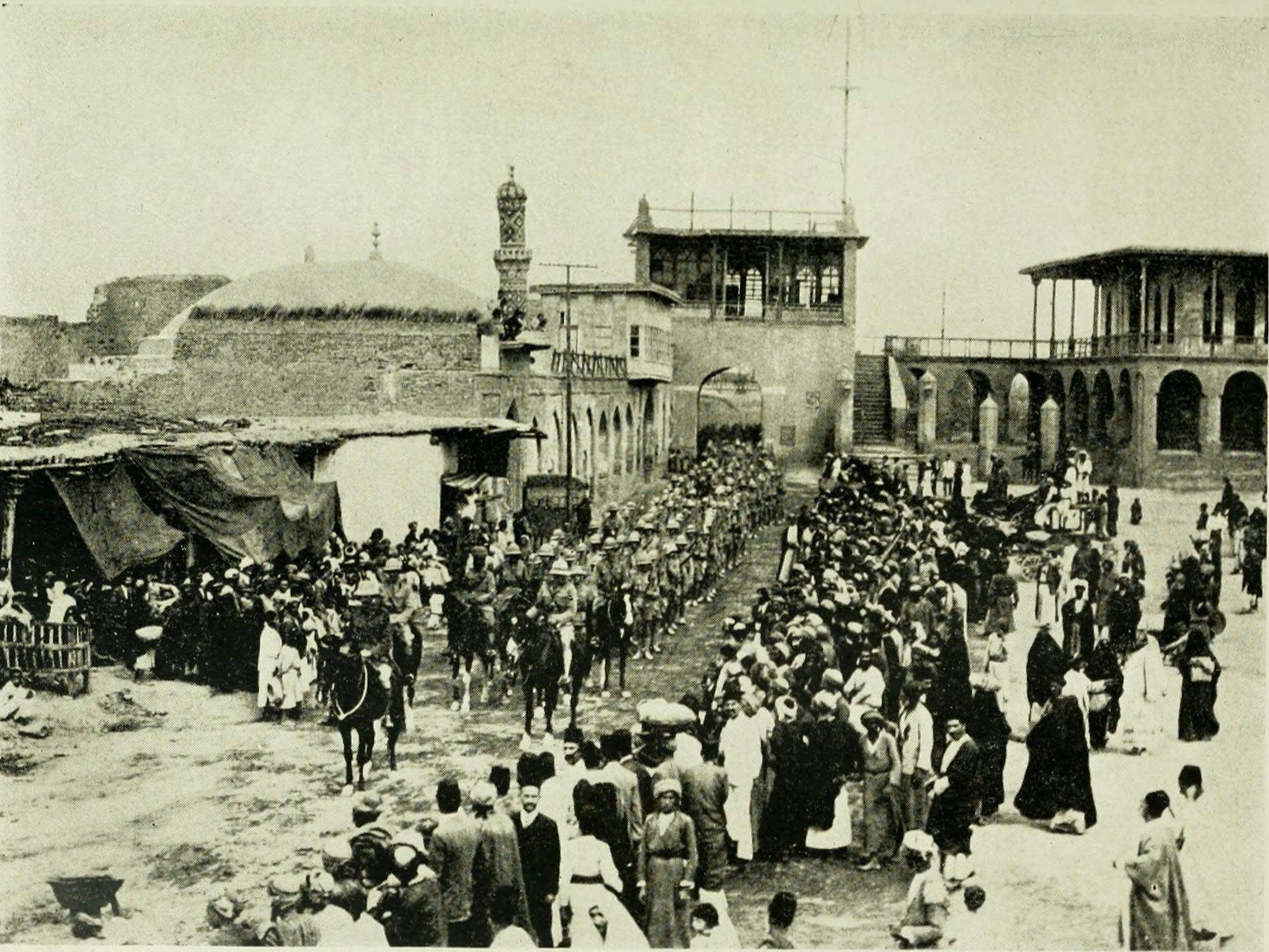
السير فردريك ستانلي مود قائداً الجيش البريطاني (من الهنود) في بغداد في 1917م

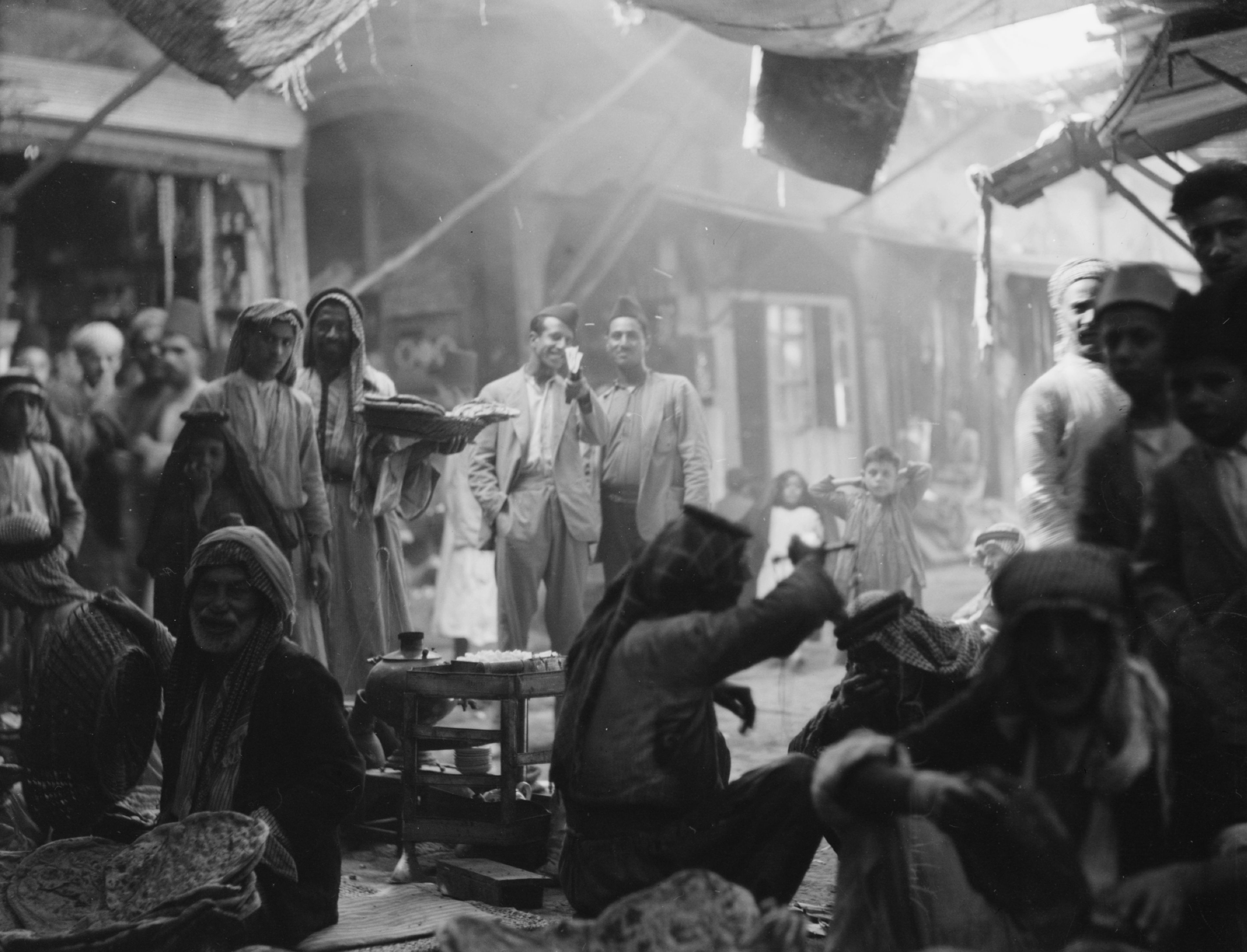
السوق العراقية في الموصل، 1932

تأسس العراق من ولايات بغداد والبصرة والموصل العثمانية السابقة. واستمر الحكم العثماني على العراق حتى الحرب العالمية الأولى عندما وقف العثمانيون إلى جانب ألمانيا ودول المركز. وبعد إعلان الحرب، تمكن الجيش البريطاني من الدخول إلى بغداد في 11 آذار 1917. خسر البريطانيون 92000 جندي في حملة بلاد الرافدين. وكانت خسائر العثمانيين غير معروفة لكن القوات البريطانية أسرت 45000 أسيراً من الجيش العثماني. وبحلول نهاية عام 1918 كان هنالك 410000 جندياً بريطانياً منتشراً في المنطقة، منها 112000 كقوات مقاتلة.
في عام 1916، قدمت المملكة المتحدة وفرنسة خطة لتقسيم غرب آسيا بعد الحرب العالمية الأولى بموجب اتفاقية سايكس بيكو.
بعد الحرب، منحت عصبة الأمم ولايات بلاد الرافدين (وهي بغداد والبصرة والموصل) للمملكة المتحدة. في 11 نوفمبر 1920، أصبح العراق منتدباً من عصبة الأمم تحت السيطرة البريطانية.، وقد قامت القوات المسلحة البريطانية بقمع الثورات العربية والكردية ضد الاحتلال. ومن أبرز هذه الثورات: ثورة العشرين وثورة دير الزور في سوريا التي امتدت حتى الموصل وتكريت ولواء الدليم وثورة الشيخ محمود الحفيد في المناطق الكردية.

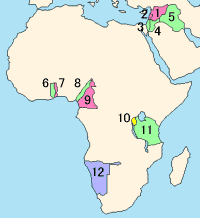
صورة تبين الدول التي كانت تحت انتداب عصبة الأمم في الشرق الأوسط وإفريقية

في آذار 1921 عقد مؤتمر القاهرة الذي ترأسه تشرتشل لتأمين استقرار الشرق الأوسط. سمي فيصل ملكاً على العراق مع توصية بإجراء استفتاء لتأكيد التنصيب، وتوج فيصل رسمياً ملكاً في 23 آب 1921.
واستغرقت مناقشة مسودة الدستور من قبل الجمعية العامة شهراً وبعد تعديلات طفيفة، تم إقراره في تموز 1924. تم العمل بالقانون العضوي (كما كان يسمى الدستور) بعد توقيعه مباشرة من قبل الملك في 21 آذار 1925. ولقد أقر الدستور الملكية الدستورية وحكومة برلمانية ومجلسين تشريعيين. وكان المجلسان يتألفان من مجلس نيابي منتخب ومجلس أعيان معينين. كان أعضاء المجلس النيابي ينتخبون كل أربع سنوات في انتخابات حرة. اجتمع أول برلمان في عام 1925. ولقد اجريت عشر انتخابات عامة قبل سقوط الملكية في عام 1958. إن تشكيل أكثر من 50 حكومة خلال تلك الفترة يعكس عدم استقرار النظام.
وعقدت معاهدات متوالية بين العراق والمملكة المتحدة عامي 1926 و1927، وفي عام 1929 أعلمت المملكة المتحدة العراق أنها سوف تمنحه الاستقلال عام 1932. ووقعت معاهدة جديدة في 30 حزيران 1930. ولقد أقرت المعاهدة تأسيس تحالف قوي بين العراق والمملكة المتحدة مع إقرار «التشاور التام والصريح بين الطرفين في جميع الأمور التي تخص السياسة الخارجية والتي قد تؤثر على مصالحهما المشتركة». للعراق إدارة النظام والأمن الداخلي ويدافع عن نفسه تجاه الاعتداءات الأجنبية، بإسناد المملكة المتحدة. ومنحت المملكة المتحدة مواقع لقواعد عسكرية جوية لقطعاتها قرب البصرة وفي الحبانية قرب الفرات، وكانت مدة صلاحية هذه المعاهدة هي خمسة وعشرون سنة، وتكون نافذة حال دخول العراق إلى عصبة الأمم. في 3 تشرين الأول 1932 قبل العراق في عصبة الأمم كدولة مستقلة.

### المملكة المستقلة للعراق
على إثر تأسيس المملكة العراقية ثورة العشرين في العراق ضد الاحتلال البريطاني عقد مؤتمر القاهرة عام 1920 بحضور ونستون تشرشل وزير المستعمرات البريطاني آنذاك للنظر في الوضع في العراق. والذي أعلن عن تغيير الحكومة البريطانية سياستها بالتحول من استعمار مباشر إلى حكومة إدارة وطنية تحت الانتداب، على إثر تكبد القوات البريطانية في العراق خسائر فادحة.
أعلنت بريطانيا عن رغبتها في إقامة ملكية عراقية، ورشح في هذا المؤتمر فيصل بن حسين بن علي ليكون ملكا للعراق، فتشكل المجلس التأسيسي من بعض زعماء العراق وشخصياته السياسية المعروفة كمثل نوري السعيد باشا، ورشيد عالي الكيلاني باشا، وجعفر العسكري، وياسين الهاشمي وعبد الوهاب النعيمي الذي عرف بتدوين المراسلات الخاصة بتأسيس المملكة العراقية. وأنتخب نقيب أشراف بغداد السيد عبد الرحمن الكيلاني النقيب رئيسا لوزراء العراق والذي نادى بالأمير فيصل ملكاً على عرش العراق.
في 12 يونيو 1921 غادر فيصل ميناء جدة إلى العراق على متن الباخرة الحربية البريطانية نورث بروك، التي وصلت لميناء البصرة يوم 23 يونيو 1921، فاستقبل الأمير فيصل استقبالا رسميا حافلا، وبعدها سافر بالقطار إلى الحلة وزار الكوفة والنجف وكربلاء، ووصل بغداد في 29 يونيو 1921 واستقبله في المحطة السير بيرسي كوكس المندوب السامي البريطاني والجنرال هولدن قائد القوات البريطانية في العراق ورئيس الوزراء العراقي المنتخب عبد الرحمن النقيب.
في 16 يوليو 1921 أذاع المندوب السامي البريطاني السير بيرسي كوكس قرار مجلس الوزراء العراقي بمناداة فيصل ملكا على العراق في ظل حكومة دستورية نيابية، توج الملك فيصل ملكاً على العراق باسم الملك فيصل الأول بعد تصويت حصل فيه على نسبه 96% من أصوات المجلس. وتم تتويجه في 23 أغسطس من عام 1921، في ساحة ساعة القشلة ببغداد.
في 29 تموز 1936، حدث انقلاب عسكري برئاسة بكر صدقي، حيث سافر رئيس أركان الجيش الفريق طه الهاشمي شقيق رئيس الوزراء بمهمة إلى خارج العراق وأناب عنه الفريق عبد اللطيف نوري مما سهل للانقلابيين الأمور كثيرا. وجرى الاتفاق على نقل الفرقة الثانية من قرتبة إلى قرغان ليلة 25/26 تشرين الأول، على أن يجري تسلل وحدات الفرقة ليلة 28 / 29 تموز إلى بعقوبة مركز محافظة ديالى المتاخمة لبغداد والتي تبعد عنها حوالي 50 كم. في ليلة الخميس 26 أكتوبر 1936 زحفت قوات الجيش إلى بعقوبة ووصلتها صباح اليوم التالي، حيث قامت بقطع خطوط الاتصال ببغداد واستولت على دوائر البريد والتلفون وعدد من المواقع الأستراتيجية في المدينة، ثم واصلت زحفها نحو بغداد في الساعة السابعة والنصف بقيادة الفريق بكر صدقي، وفي الساعة الثامنة والنصف من صباح ذلك اليوم ظهرت في سماء بغداد طائرات حربية يقودها العقيد محمد علي جواد وألقت الوف المنشورات التي احتوت على البيان الأول للانقلاب.
في الوقت الذي كانت الطائرات تلقي بيان الانقلاب، استقل حكمت سليمان سيارته وتوجه نحو القصر الملكي (قصر الزهور) حاملاً المذكرة التي وقعها الفريقان بكر صدقي وعبد الطيف نوري والتي تم تحديد فيها مهلة أمدها 3 ساعات للملك غازي لإقالة وزارة ياسين باشا الهاشمي حيث سلمها إلى رئيس الديوان الملكي رستم حيدر.
حاول وزير الدفاع الفريق الأول جعفر العسكري وقف زحف قوات الانقلابيين نحو بغداد، فاتصل ببكر صدقي وأبلغه أنه آت لمقابلته وأنه يحمل رسالة من الملك غازي. كانت فرصة بكر صدقي قد حلت للتخلص من جعفر العسكري صهر الرجل القوي ووزير الخارجية آنذاك والمقرب من الإنكليز الفريق الأول نوري السعيد باشا، فرتب الأمر مع الضباط المقربين منه لاغتياله والتخلص منه. ما أن وصل الفريق الأول جعفر العسكري إلى المنطقة المحددة، حتى جردوه من سلاحه ومرافقيه، بعدها تقدم عدد من الضباط ووجهوا صوبه وابلاً من الرصاص حيث لقى مصرعه في الحال، ولما وصل الخبر إلى نوري السعيد باشا سارع باللجوء إلى السفارة البريطانية التي قامت بدورها بتهريبه إلى الخارج.
وجاءت انقلابات متعددة في فترة من عدم الاستقرار السياسي، وبلغت ذروتها في عام 1941 عند حصول حركة مايس بقيادة رشيد عالي الكيلاني خلال الحرب العالمية الثانية، حيث استبعد من الحكم الوصي عبد الإله في عام 1941 من قبل ضباط المربع الذهبي برئاسة رشيد عالي الكيلاني. ولكن لم يلبث طويلا حيث تم هزيمة الحكومة الموالية للنازية التي استغرقت عمرا قصيرا في العراق في مايو/آيار 1941 من قبل قوات التحالف الحرب الأنجلو العراقي بقيادة بريطانيا وتم إعادة نوري السعيد والوصي عبد الاله إلى الحكم في المملكة العراقية. وقد استخدمت الأراضي العراقية لاحقا كقاعدة لشن هجمات التحالف على الانتداب هلد فيشي الفرنسي من سوريا ودعم الغزو الأنجلو السوفياتي من إيران.
في عام 1945، انضم العراق إلى الأمم المتحدة وأصبحت عضوا مؤسسا في الجامعة العربية. في الوقت نفسه، أدى الزعيم الكردي مصطفى البارزاني تمردا ضد الحكومة المركزية في بغداد. بعد فشل الانتفاضة هرب البارزاني وأتباعه إلى الاتحاد السوفياتي.
في عام 1948، احتجاجات عنيفة واسعة النطاق، والمعروفة باسم انتفاضة الوثبة اندلعت في أنحاء بغداد باعتباره مطلب شعبي ضد المعاهدة مع الحكومة البريطانية، وبدعم من الحزب الشيوعي. واصلت مزيد من الاحتجاجات في الربيع، ولكن توقفت في شهر مايو، مع القانون مارشال، عندما دخل العراق فشل حرب 1948 بين العرب وإسرائيل جنبا إلى جنب مع أعضاء آخرين في الجامعة العربية.
في شباط عام 1958، اقترح الملك حسين ملك الأردن وعبد الإله اتحاد الممالك الهاشمية لمواجهة الاتحاد المصري لسوريا التي شكلت مؤخرا. رئيس الوزراء نوري السعيد كما أراد الكويت لتكون جزءا من الاتحاد العربي الهاشمي المقترحة. وكان الشيخ عبد الله دعوة وسليم، حاكم الكويت، إلى بغداد لمناقشة مستقبل الكويت. جلبت هذه السياسة الحكومة العراقية في صراع مباشر مع بريطانيا التي لم ترغب في منح الاستقلال للكويت. عند هذه النقطة، وجدت نفسها معزولة تماما الملكي. نوري السعيد كما كان قادرا على احتواء ارتفاع السخط فقط باللجوء إلى أكبر القمع السياسي.

### جمهورية العراق
قامت الجمهورية العراقية على إثر حركة تموز 1958، التي أطاحت بالمملكة العراقية حيث كان الملك فيصل الثاني ملكاً على العراق وقد اختلف المؤرخون في تقييم نظام الحكم الملكي كما اختلفوا في تسمية الحركة ما بين الانقلاب والثورة.
تم إعلان قيام الجمهورية العراقية وانتهاء حقبة العهد الملكي من خلال البيان الأول للحركة والذي أذاعه عبد السلام عارف من دار إذاعة، وذلك بعد نجاحه في قلب نظام الحكم بالسيطرة على القيادة العامة للجيش ودار الإذاعة ومجمع بدالة الهاتف المركزي، من خلال قطاعات اللواء العشرين الذي تحت إمرته، وبمسنادة من زملائه أعضاء تنظيم الضباط الوطنيين أو الضباط الأحرار في صباح يوم الاثنين الموافق 14 تموز 1958.

### ثورة 14 تموز 1958

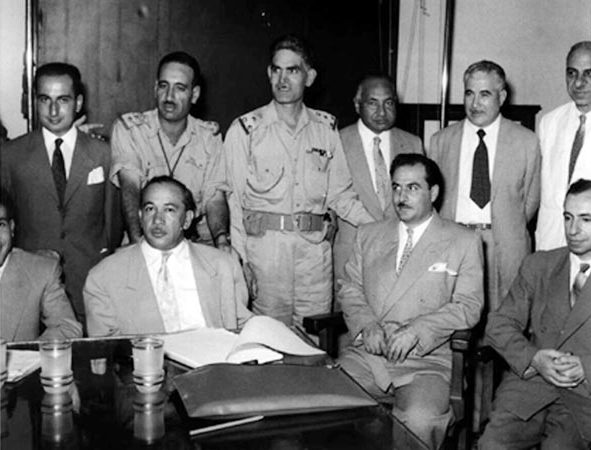
قادة ثورة 14 تموز 1958

جانب من محكمة المهداوي التي حوكم بها المتهمين بحركة الشواف

في ساحة الاعدام ناظم الطبقجلي مع رفعت الحاج سري وبقية أعضاء تنظيم الضباط

ثورة 14 تموز 1958 هي ثورة خطط لها عبد الكريم قاسم، بالإتفاق مع عدد من الضباط وكان قائدهم وعرف التنظيم بالضباط الأحرار، والمنفذ الرئيس لها هو عبد السلام عارف. اختار عبد السلام عارف لنفسه تنفيذ عدد من العمليات وهي السيطرة على مقر قيادة الجيش في وزارة الدفاع والسيطرة على مركز اتصالات الهاتف المركزي والسيطرة على دار الإذاعة إضافة إلى اهدافا أخرى حيوية كالسيطرة على القصر الملكي وقصر نوري السعيد ومعسكري الرشيد والوشاش.
ونجحت الثورة ونتج عنها مقتل الملك فيصل الثاني، والوصي عبدالاله ونوري السعيد، وعدد من أفراد العائلة المالكة، وثلاث مواطنين أمريكان وعدد من المسؤولين الأردنيين، ويقدر عدد الضحايا الكلي مايقرب المائة.
وفي صباح الأحد 8 من آذار 1959م، أقدم العقيد عبد الوهاب الشواف، على إعلان العصيان من مدينة الموصل على بغداد، مطالباً قاسم بالتنحي عن السلطة فأمر عبد الكريم قاسم بضرب الموصل، وذهب ضحية هذه العملية التي عرفت باسم حركة الشواف أكثر من (102) مواطناً. وقدم قادة الثورة وعدد من الضباط الأحرار إلى المحكمة العسكرية العليا الخاصة، ومنهم ناظم الطبقجلي، ورفعت الحاج سري، ونافع داود، وأحمد شهاب، ونفذ حكم الإعدام يوم 20 سبتمبر 1959م، في ساحة أم الطبول.
ومن الشخصيات التي أتهمت بالخيانة، رئيس الوزراء السابق رشيد عالي الكيلاني، والوزير أحمد مختار بابان، وتم إخلاء سبيلهما، نتيجة الضغوط الكبيرة من الخارج، وسافرا خارج العراق حال إطلاق سراحهما.

### حركة 8 شباط و18 تشرين الثاني 1963م

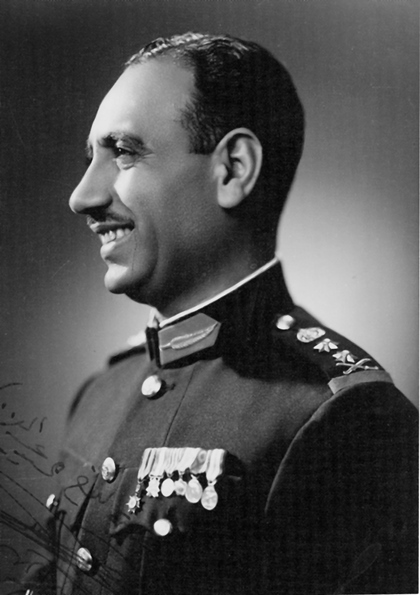
عبدالسلام عارف

تحالف عدد من القوى السياسية والعسكرية من أعضاء تنظيم الضباط الوطنيين لحركة تموز 1958 كالتيارات المختلفة لحزب البعث وبعض التنظيمات والشخصيات القومية والمستقلة، مع بعض الشخصيات العسكرية من الأعضاء السابقين لتنظيم الضباط الوطنيين لحركة 14 تموز 1958 والذين أعادوا تفعيل التنظيم مجددا وقيادات عسكرية أخرى من المعارضين لسياسة عبد الكريم قاسم، وقامت بحركة لقلب نظام الحكم في 8 شباط 1963، وأصبح المشير عبد السلام عارف رئيسا رمزياً للجمهورية واللواء أحمد حسن البكر أحد زعماء حزب البعث البارزين رئيساً للوزراء. وتم تشكيل محكمة خاصة عاجلة كان لتيار علي صالح السعدي المتشدد في البعث أثره في إصدار أحكام الإعدام برئيس الوزراء عبد الكريم قاسم ورفاقه.

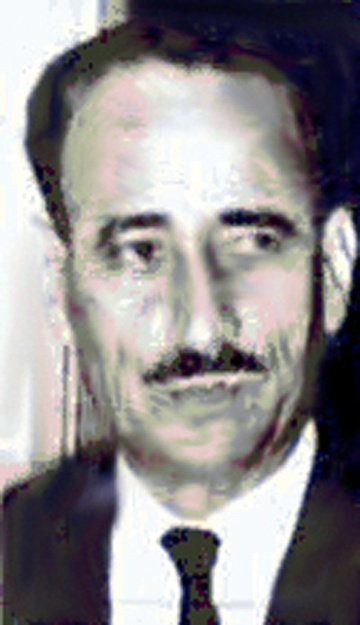
عبد الرحمن عارف

بعد تسعة أشهر من الحكم، بدأت بوادر الاختلاف على الزعامة تلوح في الأفق، الأمر الذي تطور إلى انقسام بين التيارات، سُمي بالانشقاق
واصدر عبد السلام عارف مرسوما باعفاء أحمد حسن البكر من منصبه، وحدده بالإقامة الجبرية، ثم أصدر مرسوما بتعيينه سفيرا في وزارة الخارجية. وأصدر بعد فترة من الزمن مرسوماً بتعيينه نائبا لرئيس الجمهورية. كما أعفى الكثير من أعضاء حزب البعث الذين اعتقلهم وأجرى التحقيق معهم، عدا من ارتكب جرائم جنائية بحسب وجهة نظره، وأحالهم للمحاكم المدنية.
توفي الرئيس عبد السلام عارف على أثر سقوط هيلكوبتر كان يستقلها هو وبعض وزراءه ومرافقيه بين القرنة، والبصرة مساء يوم 13 أبريل/نيسان 1966، وتسلم الحكم أخوه عبد الرحمن عارف وأصبح رئيس العراق الثالث حتى خلعه في انقلاب 17 تموز 1968م.

### حزب البعث العربي الاشتراكي
اغتيل القاسم في شباط 1963، عندما تولى حزب البعث السلطة تحت قيادة اللواء أحمد حسن البكر (رئيس الوزراء) والعقيد عبد السلام عارف (رئيس). وفي حزيران 1963، سقطت سوريا، وفي الوقت نفسه الذي كان أيضا تحت حكم حزب البعث، وشارك في الحملة العسكرية العراقية ضد الأكراد خلال توفير الطائرات والمدرعات وقوة من 6,000 جندي. بعد عدة أشهر، وعبد السلام محمد عارف أجرى انقلاب ناجح ضد حكومة البعث. ثم أعلن عارف وقف إطلاق النار في فبراير 1964 الذي أثار انقساما بين المتطرفين الحضرية الكردية على قوات بقيادة بارزاني من جهة و (مقاتلي الحرية) البيشمركة من جهة أخرى.
في 13 أبريل عام 1966، توفي الرئيس عبد السلام عارف في حادث تحطم طائرة هليكوبتر وخلفه شقيقه الجنرال عبد الرحمن عارف. حيث بعد وفاة غير متوقعة، حل محله شقيقه عبد الرحمن عارف، وأطلقت الحكومة العراقية محاولة أخيرة لهزيمة الأكراد. ولكن فشلت هذه الحملة في شهر مايو 1966، عندما هزمت قوات بارزاني بدقة الجيش العراقي في معركة جبل Handrin، قرب راوندوز. وبعد حرب الأيام الستة عام 1967، ورأى حزب البعث نفسهُ قويا بما يكفي لاستعادة السلطة في عام 1968. فأصبح أحمد حسن البكر رئيس الجمهورية ورئيس مجلس قيادة الثورة (RCC). وبدأت حكومة البعث حملة لانهاء التمرد الكردي، التي تعثرت في عام 1969. هذا يمكن أن يعزى ذلك جزئيا إلى صراع داخلي على السلطة في بغداد، وكذلك التوترات مع الجارة إيران. وعلاوة على ذلك، ضغط الاتحاد السوفياتي على العراقيين لأجل التصالح مع جماعة بارزاني. وانتهت الحرب الكردية مع أكثر من 100,000 إصابات مميتة، مع القليل من الإنجازات لكلا الجانبين.
في أعقاب الحرب العراقية الكردية الأولى، تم الإعلان عن بيان 11 آذار/ مارس 1970 وينص البيان على الحكم الذاتي للأكراد. فسمح البيان للأكراد بالتمثيل في الهيئات الحكومية، التي سيتم تنفيذها في أربع سنوات. على الرغم من هذا، شرعت الحكومة العراقية على برنامج التعريب في المناطق الغنية بالنفط من كركوك وخانقين في نفس الفترة. وبعد سنوات، تغلبت حكومة بغداد على الانقسامات الداخلية، وأجرت معاهدة صداقة مع الاتحاد السوفياتي في شهر أبريل/ نيسان من عام 1972 وأنهت عزلتها في العالم العربي. من ناحية أخرى، بقي الأكراد يعتمدون على الدعم العسكري الإيراني والتي لم تفعل شيئا يذكر لتعزيز قواتهم. ومع حلول عام 1974 كان الوضع في الشمال يتصاعد مرة أخرى في الحرب العراقية الكردية الثانية، لتستمر حتى عام 1975.

### في عهد صدام حسين

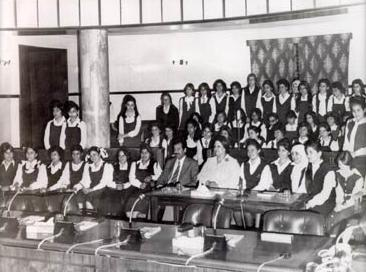
تعزيز تعليم المرأة في عام 1970.

في يوليو عام 1979، واضطر الرئيس أحمد حسن البكر على الاستقالة من قبل صدام حسين، الذي تولى مكاتب كل من رئيس الجمهورية ورئيس مجلس قيادة الثورة.
وقد بدأت الخلافات الحدودية بين العراق وإيران بعدما قام شاه إيران محمد رضا بهلوي عام 1969 بإلغاء اتفاقية الحدود المبرمة بين إيران والعراق سنة 1937 وطالب بأن يكون خط منتصف النهر هو الحد الفاصل للحدود بين البلدين في شط العرب، وفي عام 1971 احتلت البحرية الإيرانية الجزر الإماراتية طنب الكبرى وطنب الصغرى وأبو موسى وقطع العراق علاقاته بإيران في ديسمبر 1971. وفي 1972 بدأ الصدام العسكري بين إيران والعراق وازدادت الاشتباكات على الحدود وزاد نشاط الحركات الكردية المسلحة في الشمال، بعد وساطات عربية وقع العراق وإيران اتفاق الجزائر سنة 1975 واعتُبِر على أساسه منتصف النهر في شط العرب هو خط الحدود بين إيران والعراق، وتضمّن الإتفاق كذلك وقف دعم إيران للحركات الكردية المسلحة في شمال العراق. بعد قيام الثورة الإسلامية الإيرانية عام 1979 تأزّمت العلاقات السياسية بين العراق وإيران. حيث تبادل البلدان سحب السفراء في مارس 1980 وخفض مستوى التمثيل الدبلوماسي في 4 أيلول 1980 اتّهم العراق الإيرانيين بقصف البلدات الحدودية العراقية واعتبر العراق ذلك بداية للحرب، فقام الرئيس العراقي صدام حسين بإلغاء اتفاقية الجزائر عام 1975 مع إيران في 17 أيلول 1980 واعتبار مياه شط العرب كاملة جزءاً من المياه الإقليمية العراقية، وفي 22 أيلول 1980 هاجم العراق أهدافاً في العمق الإيراني، وردّت إيران بقصف أهداف عسكرية واقتصادية عراقية. وبالعودة إلى التصرف الفعلي إزاء اتفاقية الجزائر من جانب إيران نجد أنها ألغتها بالفعل قبل العراق، ولاتعترف بها فقد نشرت صحيفة إطلاعات الصادرة في طهران في 19 حزيران من عام 1979 حديثاً للدكتور صادق طباطبائي المساعد السياسي لوزارة الداخلية الإيرانية وهو ممثل الخميني في هذه الوزارة قال فيه: (إن الحكومة المركزية الإيرانية لا تتمسّك باتفاقية الجزائر).
ويقول عبد الجبار محسن، الناطق باسم القيادة العامة للقوات المسلحة العراقية حينذاك، إن التاريخ الرسمي للحرب نعتبره في أبريل/ نيسان لإنه هناك بدأت عملية ضرب الحدود العراقية بالأسلحة الثقيلة، أما ما حدث في سبتمبر/أيلول، فهو رد فعل لسلسلة عمليات عسكرية. كان العراق يهدف أيضا ليحل محل إيران كدولة مهيمنة على مياه الخليج العربي. وكانت الولايات المتحدة تدعم صدام حسين في الحرب ضد إيران. ورغم أن العراق يأمل في الاستفادة من الفوضى الثورية الحاصلة في إيران وهاجم دون سابق إنذار رسمي، ولم يتوفق سوى في تقدم محدود في عمق الأراضي الإيرانية للسنتين الأولى من الحرب وبعد نداء من قبل مجلس الأمن التابع للأمم المتحدة، بالرجوع إلى الحدود الدولية في عام 1982 فانسحب وفقد كل الأراضي بحلول حزيران/يونيو 1982. وظل العراق على مدى السنوات الست التالية في حالة دفاع وصد للهجمات الإيرانية المتكررة على الحدود وظل كلا الجانبين في حالة اشتباك من غير تفوق لأي منهما. وعلى الرغم من النداءات لوقف إطلاق النار من قبل مجلس الأمن التابع للأمم المتحدة، تواصل القتال حتى يوم 8 آب/أغسطس 1988. وانتهت الحرب بتدخل من الأمم المتحدة والولايات المتحدة التي توسطت لوقف إطلاق النار وحسب قرار مجلس الأمن التابع للأمم المتحدة رقم 598، حيث وافق عليهِ كلا الجانبين. واستغرق الأمر عدة أسابيع للقوات المسلحة الإيرانية لإخلاء الأراضي العراقية ليرجعوا وفق الحدود الدولية قبل الحرب بين البلدين (حسب اتفاقية الجزائر لعام 1975). ولقد تم تبادل الأسرى الأخير من الحرب في 2003.
وجاءت الحرب بتكلفة اقتصادية كبيرة في الأرواح والمعدات حيث بلغت الضحايا حوالي نصف مليون جندي من كلا الطرفين وكذلك يعتقد أن كثيراً من المدنيين لقوا حتفهم في الحرب مع العديد من الجرحى، مع عدم حدوث أي تغيير في الحدود. وغالباً ما يشبه الصراع العسكري في هذهِ الحرب بما حصل في الحرب العالمية الأولى، بالرغم من أن التكتيكات المستخدمة في هذا الصراع، بما في ذلك الحرب على نطاق واسع في الخنادق، وكذلك استعمال واسع من الاسلحة الرشاشة، والاسلحة البيضاء كالحربة، واستخدام الأسلاك الشائكة عبر الخنادق وهجمات الموجات البشرية عبر الأرض الحرام، والاستخدام الواسع النطاق للأسلحة الكيميائية.
وكان النزاع الإقليمي طويل الأمد السبب الظاهري لغزو العراقي للكويت في عام 1990. في نوفمبر عام 1990، اعتمد مجلس الأمن الدولي القرار رقم 678، والسماح الدول الأعضاء إلى استخدام كل الوسائل الضرورية، يجيز العمل العسكري ضد القوات العراقية الكويت، وطالب الاحتلال انسحاب كامل بحلول يناير كانون الثاني 15، 1991. عندما فشل صدام حسين الامتثال لهذا الطلب، وأعقب ذلك حرب الخليج (عملية «عاصفة الصحراء») في 17 كانون الثاني، كان 1991. ربما ما يصل إلى 30,000 جندي عراقي وبضعة آلاف من المدنيين قتل. [بحاجة لمصدر]
في مارس 1991 حدثت الانتفاضة الشعبانية في المناطق التي يهيمن عليها الشيعة جنوب العراق والتي تم اسكاتها من قبل قوات الجيش العراقي. ولقد اندلعت موجة أخرى من التمرد من بعد ذلك بوقت قصير في شمال العراق بالمناطق الكردية المأهولة بالسكان (انظر 1991 الانتفاضات في العراق). على الرغم من أنها قدمت تهديدا خطيراً لنظام حزب البعث العراقي، ولكن تمكن صدام حسين من قمع التمرد مع قوة هائلة وبطريقة تمتلك الكثير من التخبط والعشوائية ولأجل الحفاظ على السلطة. حيث سحقت بقسوة من قبل الجبش العراقي بقيادة الحرس الجمهوري العراقي وروعت السكان بنجاح. وخلال الأسابيع القليلة بعدها حدثت عشرات الاضطرابات من الآلاف من الأشخاص الذين قتلوا. والعديد منهم لقوا مصرعهم خلال الأشهر التالية، في حين فر قرابة مليوني عراقي خفاظاً على حياتهم. في أعقاب ذلك، كثفت الحكومة تغيير مواقع تمركز المعارضة الشيعية في الاهوار ولجأت إلى تجفيف الأهوار العراقية، في حين أنشأ التحالف منطقتي حظر الطيران العراقية.
في 6 آب عام 1990، بعد الغزو العراقي للكويت، اعتمد مجلس الأمن الدولي القرار 661 الذي فرض عقوبات اقتصادية على العراق، ينص على حظر تجاري شامل، باستثناء الإمدادات الطبية والمواد الغذائية وغيرها من المواد الضرورة الإنسانية، وهذه تحددها لجنة عقوبات مجلس الأمن. بعد انتهاء حرب الخليج وبعد الانسحاب العراقي من الكويت، تم ربط العقوبات لإزالة أسلحة الدمار الشامل بموجب القرار 687. من عام 1991 حتى عام 2003 خضع العراق التضخم، وزيادة الفقر وسوء التغذية. بدرجات متفاوتة، وآثار السياسات الحكومية، وألقي باللوم أعقاب حرب الخليج والنظام العقوبات لهذه الشروط.
خلال أواخر 1990، نظرت الأمم المتحدة بتخفيف العقوبات المفروضة بسبب المصاعب التي يعاني منها الشعب العراقي. حيث اختلفت الدراسات على عدد الأشخاص الذين لقوا حتفهم في جنوب ووسط العراق خلال سنوات فرض العقوبات. وتباين الوضع في المناطق المتنازع عليها أيضاً فيما إذا كان هنالك أي مشقة إضافية للسكان بسبب العقوبات أو ما إذا كان هذا نتيجة لعوامل أخرى. ومع ذلك، أنشئ برنامج النفط مقابل الغذاء في عام 1996 للتخفيف من آثار العقوبات.
وقد شكك التعاون العراقي مع فرق التفتيش عن الاسلحة في عدة مناسبات خلال 1990. حيث انسحب رئيس مفتشي الاسلحة اللجنة الخاصة ريتشارد بتلر مع فريقه من العراق في نوفمبر 1998 بسبب افتقار العراق للتعاون. وعاد الفريق في ديسمبر كانون الأول. وأعد بتلر تقرير لمجلس الأمن الدولي بعد ذلك اعرب فيها عن عدم رضاه عن مستوى الامتثال. وفي الشهر نفسه، سمح الرئيس الأمريكي بيل كلينتون بالغارات الجوية على أهداف حكومية ومنشآت عسكرية. واستمرت الغارات الجوية ضد المنشآت العسكرية ومواقع أسلحة الدمار الشامل المزعومة في عام 2002.

## التاريخ الحديث (2003 - حتى الآن)

### غزو العراق عام 2003
بعد ربط الهجمات الإرهابية على نيويورك وواشنطن في الولايات المتحدة في عام 2001 إلى تنظيم القاعدة بقيادة السعودي أسامة بن لادن، بدأت السياسة الخارجية الأميركية من أجل الدعوة لإزالة حكومة صدام في العراق. وكان حزب المحافظين الذي يدير مراكز الفكر في واشنطن لسنوات يحث على تغيير النظام في بغداد، ولكن حتى قانون تحرير العراق عام 1998، كانت السياسة الرسمية الأمريكية للحفاظ على العراق مجرد الامتثال لعقوبات الأمم المتحدة. وكان قانون تحرير العراق، جعلت تغيير النظام في العراق باعتباره السياسة الرسمية لحكومة الولايات المتحدة.
وحثت الولايات المتحدة والأمم المتحدة للقيام بعمل عسكري ضد العراق. حيث صرح الرئيس الأمريكي جورج دبليو بوش أن صدام حسين قد انتهك مرارا وتكرارا حوالي 16 قراراً من قرارات مجلس الأمن الدولي. وقد رفضت الحكومة العراقية تأكيدات بوش. وقد اعترف فريق من مفتشي الامم المتحدة، بقيادة الدبلوماسي السويدي هانز بليكس، في البلد؛ وذكر التقرير النهائي أن العراقيين لديهم القدرة في إنتاج «أسلحة الدمار الشامل» بشكل لا يختلف كثيرا عن عام 1992 حتى عندما دمرت البلاد للجزء الأكبر من ترساناتها المتبقية بموجب شروط اتفاق وقف إطلاق النار مع قوات الأمم المتحدة، لكنه لم يستبعد تماما احتمال أن كان لا يزال صدام يملك أسلحة الدمار الشامل. واتهمت كل من الولايات المتحدة والمملكة المتحدة العراق بأنهُ كان يخفي الأسلحة ويعارض طلبات الفريق الخاص بالتفتيش لأعطاءهِ مزيدا من الوقت لمواصلة التحقيق في المسألة. ولقد صدر القرار 1441 بالإجماع من قبل مجلس الأمن الدولي يوم 8 نوفمبر 2002، وقدم إلى العراق «فرصة أخيرة لأجل الامتثال لإلتزاماته المتعلقة بنزع السلاح» التي كانت قد وردت في عدة قرارات سابقة للأمم المتحدة وهددت ب«عواقب وخيمة» إذا لم يفي بالتزاماتهِ. وقال إن مجلس الأمن الدولي لن يصدر قراراً يجيز استخدام القوة ضد العراق.
في مارس 2003 أقدمت الولايات المتحدة والمملكة المتحدة، مع مساعدات عسكرية من دول أخرى، بغزو العراق.

### تاريخ العراق (2003م-وحتى الانسحاب الأمريكي في نهاية 2011م)

زحف قوات التحالف للسيطرة على بغداد ومن ثم بقية العراق

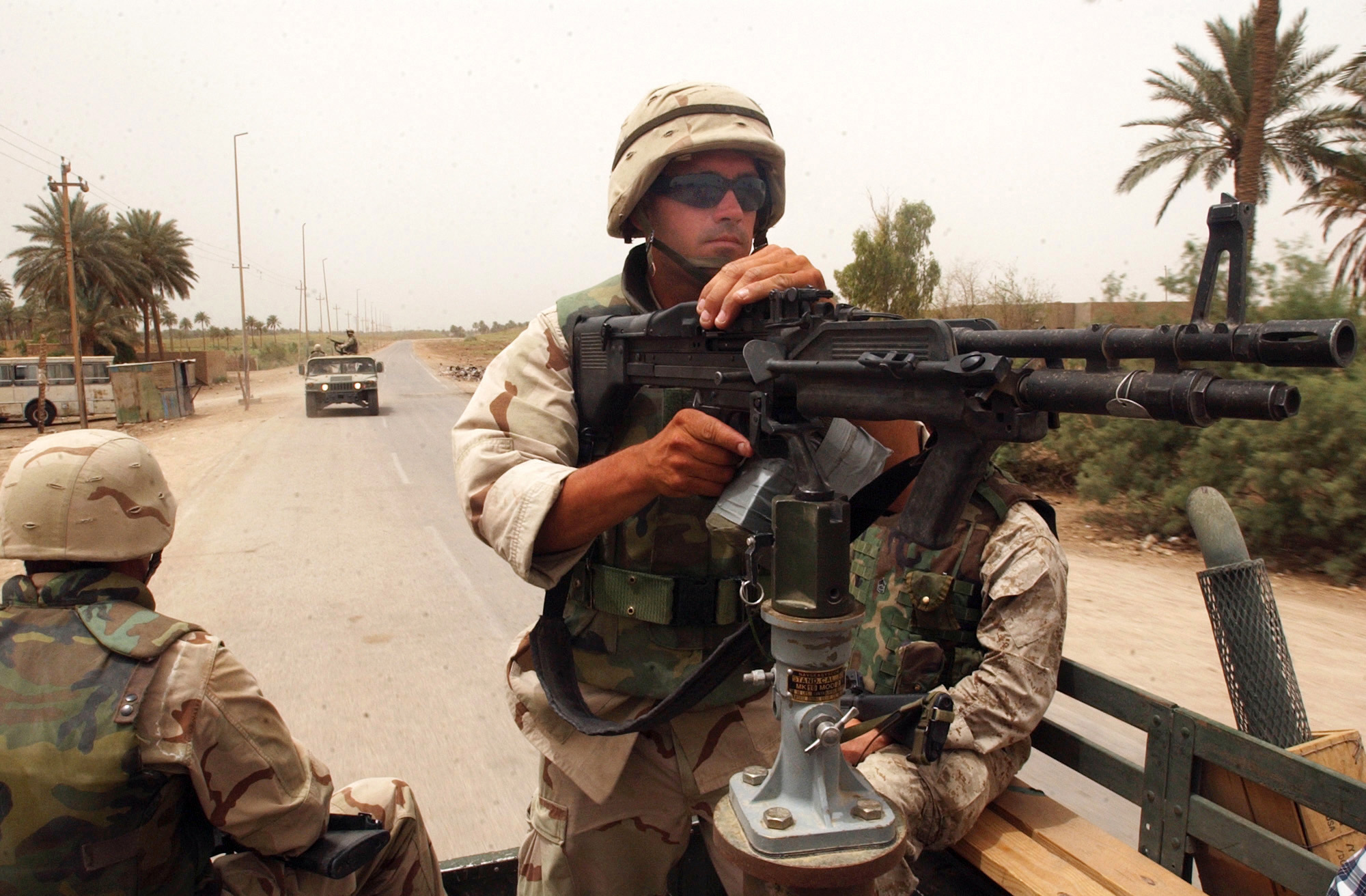
قافلة أمريكية في الحلة بتاريخ 27 مايو 2003

تفجير مرقدي الإمامين علي الهادي والحسن العسكري في 22 فبراير 2006

في 20 مارس 2003م، بدأت الولايات المتحدة غزوها للعراق بدعم من قوات التحالف في العراق، مع أن السبب المعلن أن العراق قد فشل في التخلي عن برنامجه لتطوير الأسلحة النووية والكيميائية، ولكون البرنامج يمثل انتهاكا لقرار الأمم المتحدة رقم 687. اكدت الولايات المتحدة ان العراق كان في حالة خرق مادي للقرار 687. وبررت الولايات المتحدة المضي في الغزو من خلال الزعم بأن العراق كان يمتلك أو كان يطور أسلحة الدمار الشامل، والرغبة في التخلص من دكتاتور ظالم في السلطة و«جلب الديمقراطية إلى العراق».

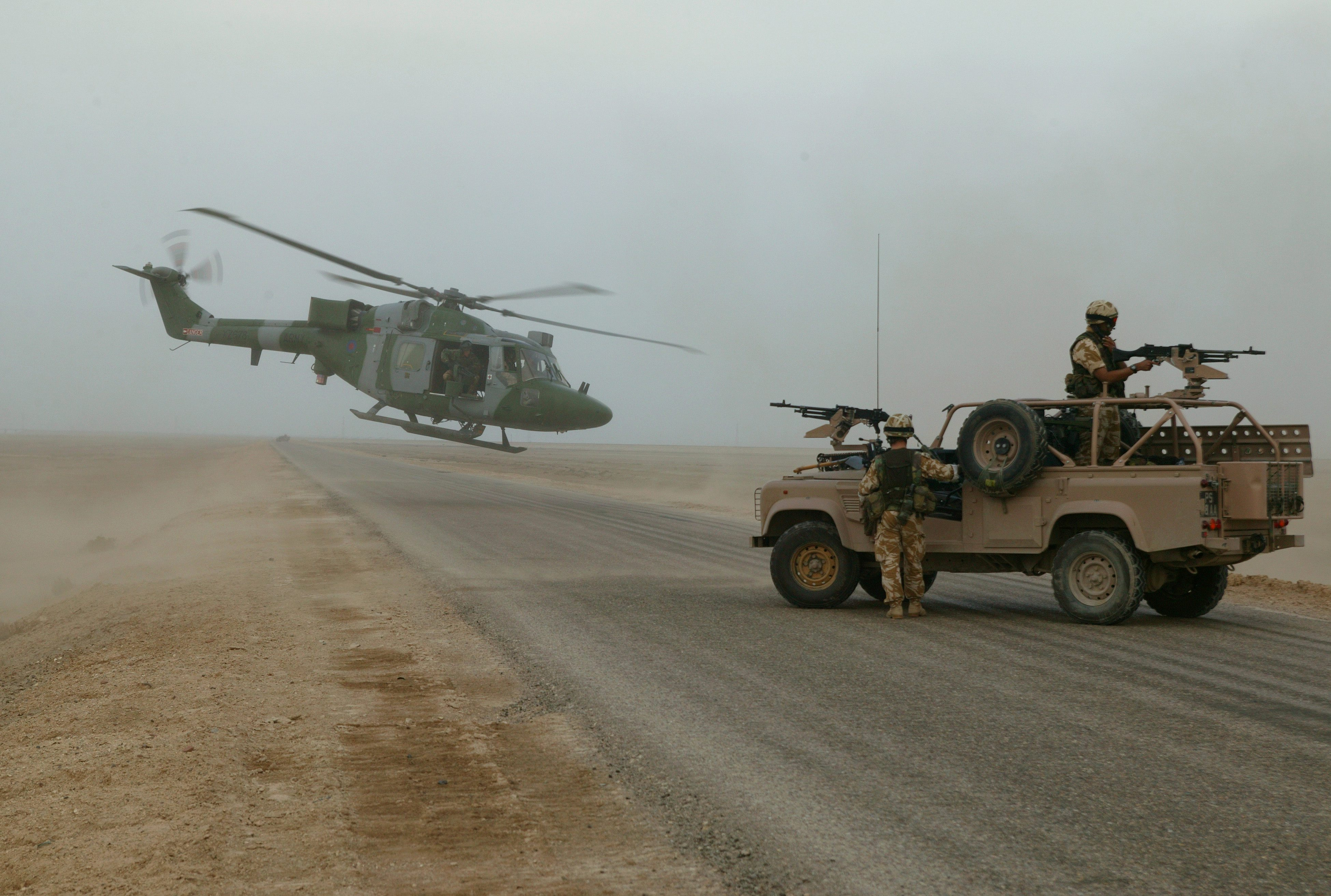
جنود إنكليز مع حوامة من طراز ويستلاند لينكس أثناء دورية جنوب مطار البصرة

ومع ذلك، وفقاً لتقرير شامل لحكومة الولايات المتحدة، لم يتم العثور على أسلحة الدمار الشامل. وهناك ادعاءات من القوات البولندية بالحصول على رؤوس قديمة، يرجع تاريخها لفترة الثمانينات تحتوي على كميات ضئيلة من غاز الأعصاب (السيكلوسارين)، ولكن الولايات المتحدة، بعد إجراء الاختبارات العسكرية، وجدت أنها تالفة وحتى أنها لن يكون لها أي تأثير إذا استخدمها المسلحون ضد قوات التحالف. لكن التقارير لم تناقش التأثير المحتمل على المدنيين".
وبعد الغزو، تولى جاي غارنر السلطة في العراق وصار مدير (أورها) (Office for Reconstruction and Humanitarian Assistance (ORHA) آنذاك، وشكلت في 20 يناير 2003م قبل شهرين من بداية الحرب على العراق، ثم أنشأت سلطة الائتلاف المؤقتة في العراق برئاسة بول بريمر (الحاكم المدني في العراق).، بدأت عمليات سلب ونهب واسعة النطاق في بغداد وبعض المدن الأخرى ومن أشهرها المتحف الوطني العراقي، وكذلك سرقة آلاف الأطنان من الذخيرة الحربية من المعسكرات، وسرقة مركز للأبحاث النووية في التويثة والذي كان يحتوي على 100 طن من اليورانيوم. وقام الجيش الأمريكي بحماية مباني وزارتي النفط والداخلية فقط، ومن ضمنها المخابرات العراقية، وبقيت كل المؤسسات الأخرى بدون أي حماية، وعزى قيادات الجيش الأمريكي ذلك إلى عدم توفر العدد الكافي من الجنود.
كما أن المروحيات التي هبطت على مدينة بابل الأثرية قامت بإزالة طبقات من التربة الأثرية في الموقع وقد تهدم (حسب زينب بحراني التي زارت الموقع) سقف معبد نابو ونيما اللذان يرجعان إلى 6000 سنة قبل الميلاد نتيجة لحركة الطائرات المروحية.
وقبض على الرئيس الأسبق صدام (بحسب ما ذكرت السلطات الأمريكية) بتاريخ 6 ديسمبر عام 2003م، قرب تكريت بعملية سميت بالفجر الأحمر، وتمت عملية الإعدام في مقر الشعبة الخامسة في منطقة الكاظمية ببغداد.
في أوائل 2004م تفجرت فضيحة سجن أبو غريب من قبل الأمريكان، وفي حزيران 2004م انتقلت السلطة إلى الحكومة العراقية المؤقتة ليكون غازي عجيل الياور أول رئيس للعراق بعد الاحتلال، وتنصيب إياد علاوي رئيساً للوزراء، ثم انتخبت حكومة دائمة في تشرين الأول عام 2005م، وأصبح إبراهيم الجعفري رئيساً لوزراء العراق.
بعد الغزو، أخذ تنظيم القاعدة بوضع أقدامه في البلاد. وفي صباح يوم الأربعاء 22 فبراير 2006 قام ارهابيون باقتحام مرقدي الإمامين العسكريين، مما ادى إلى انهيار القبة الخاصة بالضريح التي تعتبر واحدة من أكبر قباب العالم الإسلامي ، وبعدها حدثت أعمال عنف طائفية أدت إلى عمليات تطهير عرقي متبادل (سني - شيعي) في العراق، وكانت هناك العديد من الهجمات على الأقليات العرقية مثل اليزيديين والمندائيين والآشوريين وغيرهم.

تنفيذ حكم الإعدام بصدام حسين.

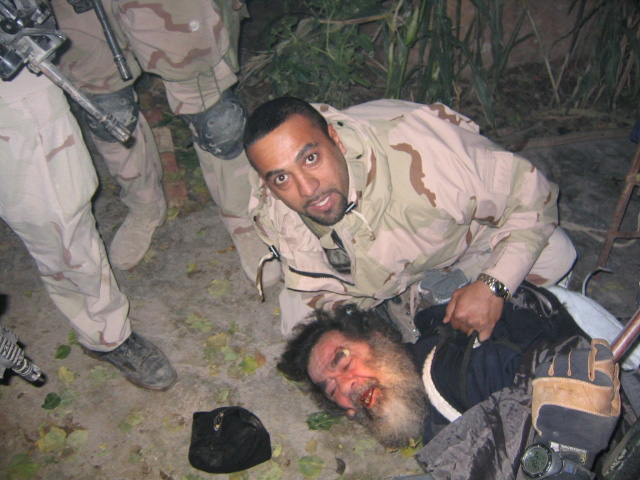
صورة للجندي العراقي الأمريكي "سمير" أثناء عملية الفجر الأحمر وتظهر الصور ألقاء القبض على الرئيس صدام حسين في تكريت.

وفي 30 ديسمبر عام 2006، أعدم الرئيس العراقي السابق صدام حسين وصادف اليوم الأول لعيد الأضحى عند المسلمين بالتقويم الهجري.
وصدر قرار أمريكي بزيادة عدد القوات في أوائل عام 2007، في 28 يناير 2007م خاض الجيش العراقي، ولاحقاً مدعوماً بقوات التحالف، معركةً مع تنظيم جند السماء بمنطقة الزرقاء (الزركه باللهجة العراقية) بالنجف، لمحاولتهم السيطرة على النجف، وادعاء قائدهم ضياء عبدالزهراء كاظم المهدوية، وتمت هزيمتهم في اليوم اللاحق في 29 يناير.
وفي صباح يوم الأربعاء 13 يونيو 2007م حدث تفجير استهدف مأذنتي المرقد الذهبيتين للإمامين علي الهادي والحسن العسكري ودمرتا بالكامل وبعد لحظات أعلن حظر التجوال في بغداد تفادياً لوقوع أعمال عنف أو تصفية طائفية 
وبدأت أعمال العنف في العراق في الانخفاض في صيف عام 2007.
وفي 29 يونيو 2009، انسحبت القوات الأمريكية رسمياً من شوارع بغداد، وفقاً لاتفاق أمني عرف باسم اتفاقية وضع القوات. وتضمن الاتفاق SOFA، من بين أمور أخرى، أن القوات الأمريكية سوف تنسحب من المدن العراقية بحلول 30 يونيو 2009م، وسيغادرون البلاد يوم 31 ديسمبر، 2011م. ومع ذلك، تصاعدت وتيرة الجريمة والعنف في بداية الأشهر التي تلت الولايات المتحدة الانسحاب من المدن. ووفقا لوكالة أنباء اسوشيتد برس، قال المتحدث باسم الجيش العراقي الجنرال قاسم الموسوي التحقيقات وجدت أن يتم تنفيذ 60 إلى 70 بالمائة من النشاط الإجرامي من قبل الجماعات المتمردة السابقة أو من قبل عصابات مرتبطة بها (وشرح جزئيا وحشية بعض من هذه الجرائم).
ومن أهم المعارك التي حدث في ظل الاحتلال الأمريكي هي: معركة الفلوجة الأولى، ومعركة النجف الثانية، ومعركة الكوت، ومعركة الفلوجة الثانية، وحصار مدينة الصدر، وحصار القواعد البريطانية في البصرة، وصولة الفرسان (معركة البصرة 2008)، وعملية بشائر الخير في ديالى. وعلى الرغم من زيادة أولية في أعمال العنف، في 30 نوفمبر 2009، ذكر مسؤولون بوزارة الداخلية العراقية أن عدد القتلى المدنيين في العراق انخفض إلى أدنى مستوى له في نوفمبر تشرين الثاني منذ الغزو عام 2003. في 31 آب، 2010، انهت القوات الأمريكية مهامها القتالية في العراق. وأعلنت انتهاء الحرب رسمياً في 15 ديسمبر 2011، وصباح يوم 18 ديسمبر 2011 خرجت القوات الأمريكية عبر الحدود إلى الكويت نهائياً.

### تاريخ العراق (2011 - حتى الآن)

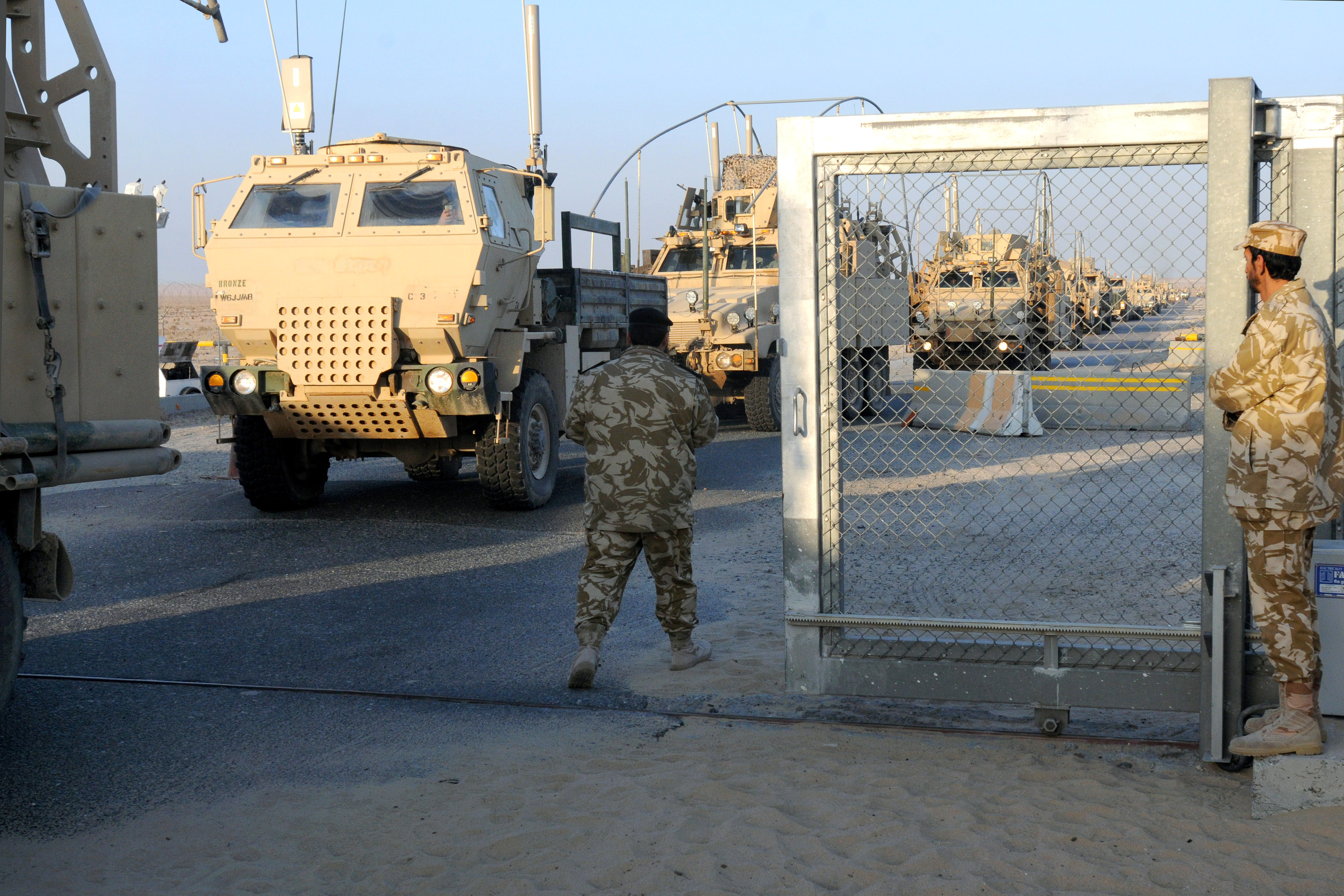
انسحاب آخر قافلة أمريكية من العراق إلى الكويت في 18 ديسمبر 2011

إكتمل انسحاب القوات الأمريكية في صباح 18 ديسمبر من عام 2011، واستمر التمرد السني في العراق بعد هذا التاريخ، ونشأ في سامراء الحراك الشعبي في العراق (لأهل السنة) ضد ما وصفوه بتهميش حكومة نوري المالكي، وامتد إلى محافظات ديالى والموصل والأنبار وجزء من بغداد، وفي أواخر عام 2011 وأوائل عام 2012 قامت الحركة الوطنية العراقية (والتي يقال أنها تمثل غالبية العراقيين السنة) بمقاطعة البرلمان لعدة أسابيع، مدعيةً أن الحكومة التي يهيمن عليها الشيعة تسعى لتهميش السنة.
أما في عامي 2012 و2013 إزدادت مستويات العنف، وازداد التوتر من قبل الجماعات المسلحة داخل العراق بسبب الحرب الأهلية السورية. وكلاً من المسلحين السنة والشيعة عبروا الحدود للقتال في سوريا. وفي ديسمبر 2012، احتج مواطنون غالبيتهم من السنة ضد الحكومة التي ادعوا إنها تهمشهم.

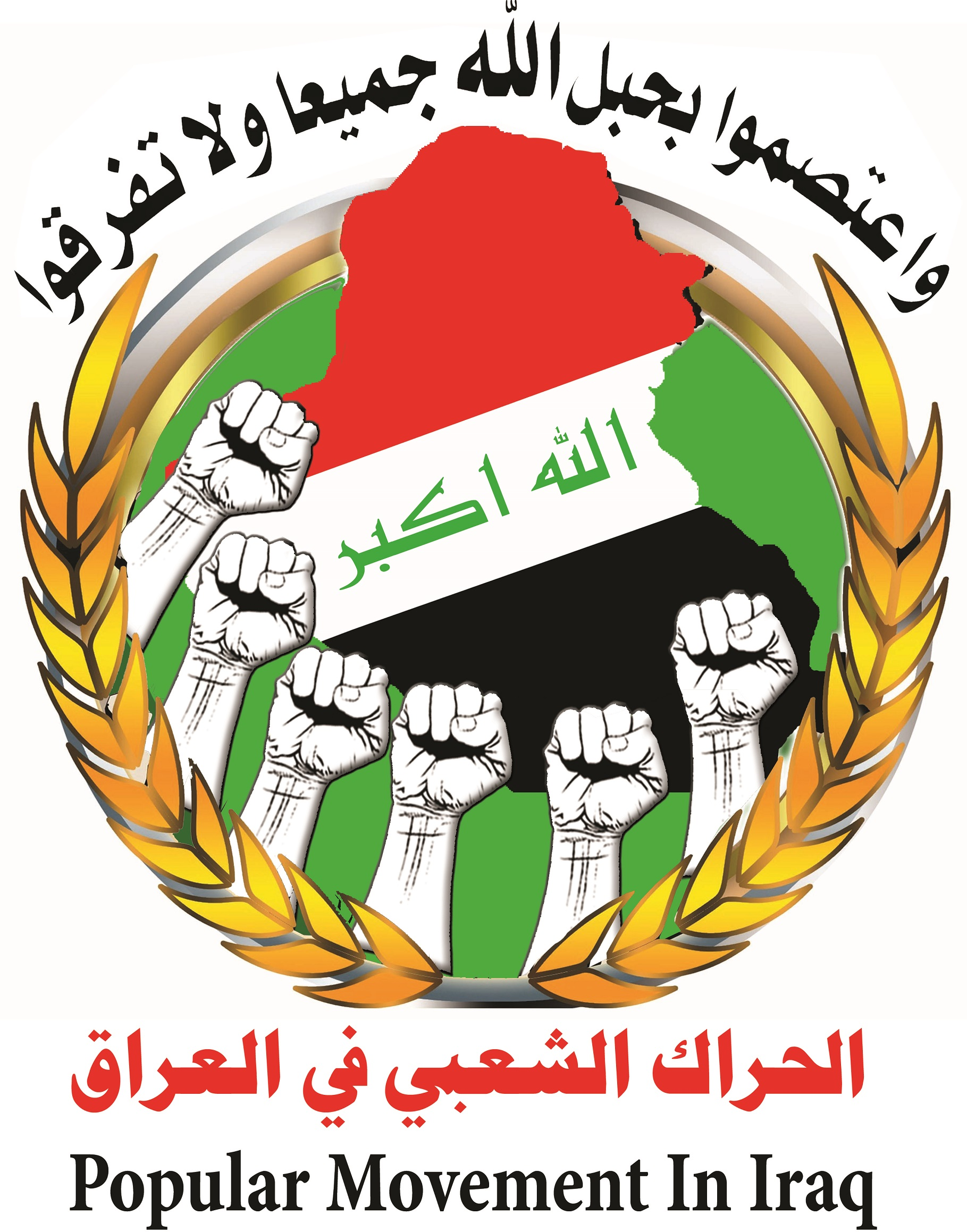
شعار الحراك الشعبي في العراق

وخلال عام 2013 صعدت الجماعات المسلحة السنية من الهجمات التي تستهدف السكان الشيعة في العراق في محاولة لتقويض الثقة في الحكومة التي يقودها نوري المالكي. وبعد انتخابات غير حاسمة أجريت في أبريل 2014، خدم نوري المالكي كرئيس حكومة تصريف أعمال ، وفي 4 يونيو من سنة 2014 قام المتمردون السنة الذين ينتمون إلى تنظيم الدولة الإسلامية في العراق والشام (ISIL) الإرهابي باحتلال مساحات واسعة من الأراضي العراقية بما في ذلك العديد من المدن العراقية الرئيسية، مثل تكريت والفلوجة والموصل ومؤدية إلى نزوح مئات الآلاف داخلياً وسط تقارير عن الفظائع التي ارتكبها مقاتلو التنظيم.
بعد دخول داعش، نفذت الكثير من المذابح ضد أغلب الإثنيات العراقية ومنها:
جرائم بحق سنة العراق، فقامت بقتل المئات من أفراد عشيرة ألبو نمر من رجال ونساء وأطفال وذلك لحمل العشيرة وغيرها من العشائر السنية السلاح ضدة، وكذلك قتل عدد من علماء السنة في العراق منهم العالم الدكتور أحمد علي صالح القيسي، وكذلك قام التنظيم بقتل 13 مواطن في الموصل بتهمة مشاهدة مباراة على التلفاز، كما قامت داعش بإعدام عدد من قيادات جيش رجال الطريقة النقشبندية (التابع لعزة الدوري) بالموصل، وقد أقدم التنظيم على تفجير جامع النبي يونس في تاريخ 24 / 07 / 2014 الموافق لـ26 رمضان 1435 هجرية.، وفي 26 شباط 2015م نشرت داعش فيديو يقوم فيه رجالها بتحطيم الآثار الآشورية والكلدانية الموجودة في متحف الموصل التاريخي، وقد قاموا أيضاً بتجريف مدينة النمرود الأثرية ومدينة الحضر جنوبي الموصل، وكذلك بقتل واضطهاد الإيزيديين وخصوصاً في سنجار، وتفريغ الموصل من المسيحيين، ومجزرة سبايكر.

شعار الحشد الشعبي

فقام المرجع الشيعي علي السيستاني باصدار فتوى للجهاد الكفائي في 13 من يونيو 2014 للدفاع عن الأراضي العراقية ومقدسات العراق، وفي 15 يونيو 2014 تكون الحشد الشعبي استجابة لنداء المرجع، وفي بداية الأمر تكون الحشد الشعبي من شيعة العراق وبما يسمى بفصائل المقاومة الشيعة وفي الأشهر اللاحقة إنظم للحشد الشعبي مواطنون من السنة والكرد الفيليين والمسيحيين والتركمان.
وفي 13 آب من نفس السنة كلف الرئيس العراقي فؤاد معصوم، حيدر العبادي إلى تشكيل حكومة جديدة، وفي 14 من آب تنحى نوري المالكي كرئيس للوزراء لصالح حيدر العبادي وذلك ل«حماية المصالح العليا للبلاد».فرحبت الحكومة الأمريكية بذلك عادة إياه «خطوة كبيرة إلى الأمام» في توحيد العراق، وفي 9 سبتمبر 2014، شكل حيدر العبادي حكومة جديدة، وأصبح رئيس الوزراء الجديد.

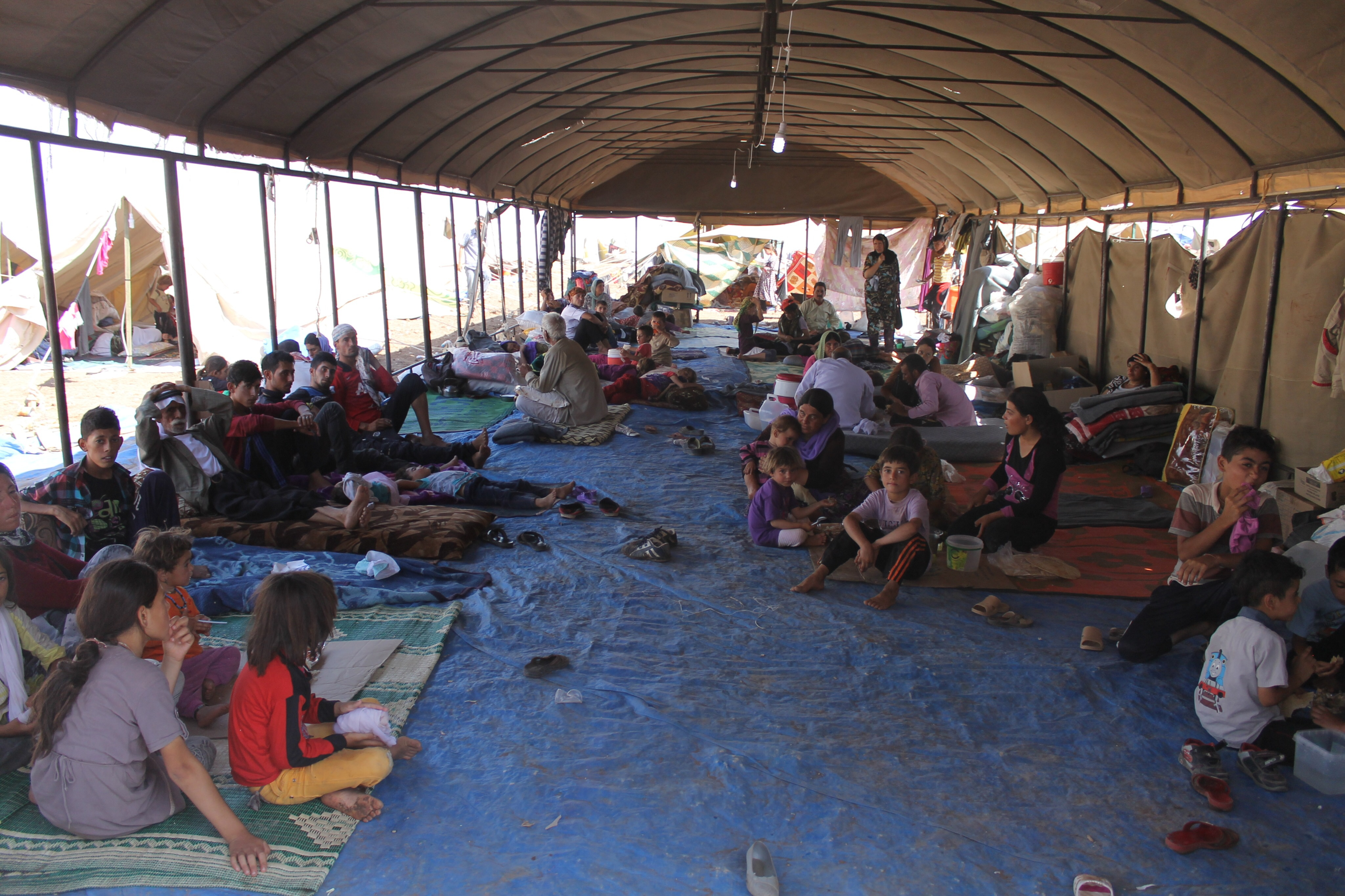
لاجئون إيزديون في الحسكة بسورية، وقد قدمت لهم مساعدات من (International Rescue Committee)

وقام رئيس وزراء العراق حيدر العبادي بجعل الحشد الشعبي منظومة أمنية ضمن المؤسسة الأمنية العراقية، وحقق الحشد الشعبي نجاحات على أرض العراق، حيث أعاد محافظة ديالى، ومنطقة حزام بغداد (المنطقة التي تحيط بالعاصمة)، وشمال محافظة بابل وأغلب مناطق محافظة صلاح الدين إلى سلطة الحكومة العراقية.ولاتزال العديد من مناطق محافظة الأنبار. ومحافظة الموصل وأغلب المناطق العربية من كركوك تحت سيطرة تنظيم داعش. وتم نشر 450 جندياً أمريكياً في العراق في 10 يونيو من سنة 2015م بعد دخول داعش بمدة.
وفي يوم 16 تموز عام 2015م بعد مقتل شاب وجرح ثلاثة آخرين في قضاء المدينة شمال المحافظة خلال تظاهرات للمطالبة بتحسين واقع التيار الكهربائي. وبعد ذلك امتدت لأغلب المحافظات العراقية الأخرى، وتميز أغلبها بالطابع السلمي، بدأت بالمطالبة بتحسين واقع الخدمات وخصوصاً الكهرباء، ومحاسبة وزير الكهرباء قاسم الفهداوي، ثم تحولت إلى الدعوة بمحاسبة المسؤولين المتهمين بالفساد بالدولة وشملت الاتهامات رئيس الوزراء السابق نوري المالكي، وبعد ذلك تعددت المطالب، ولاقت المظاهرات دعماً من المرجعية الشيعية (ومن أبرز الداعمين علي السيستاني) وتأييداً من رئيس الوزراء حيدر العبادي، وما زالت مستمرةً للوقت الحاضر.
وفي نهاية سبتمبر 2015م تم الإعلان عن إنشاء مركز اتصلات مشترك بين روسيا وسورية وإيران والعراق، مركزه ببغداد وذلك لتنسيق عمليات تلك الدول ضد داعش.
وصرح المكتب الإعلاميّ لحيدر العباديّ في 5 من ديسمبر 2015م بأنه تأكد دخول فوج من القوات التركية مع دبابات ومدافع إلى محافظة نينوى بادعاء تدريب مجموعات عراقية من دون طلب أو اذن من السلطات الاتحادية العراقية، ودعاهم بالانسحاب فوراً من الأراضي العراقية، وفي 14 ديسمبر من نفس العام قام قسم من القوات التركية التي دخلت معسكر بعشيقة بمحافظة نينوى بالتوجه إلى الشمال مصحوبة ب 10 إلى 12 مركبة وعدة دبابات في إعادة لتوزع القوات التركية بشمال العراق.

## مزيد من القراءة
- Kriwaczek, Paul. Babylon : Mesopotamia and the Birth of Civilization. Atlantic Books (2010). ISBN 978-1-84887-157-1
- Roux, Georges. Ancient Iraq. Penguin Books (1992). ISBN 0-14-012523-X
- Taurus,I.B. Three Kings in Baghdad: The Tragedy of Iraq's Monarchy, (2008). ISBN 978-1-84511-535-7

## وصلات خارجية
- موسوعة حضارة العالم أنشأها أحمد محمد عوف.
- Iraq: The Cradle of Civilization
- Iraq History and Culture from the cradle of civilization and Noah to the present age and time نسخة محفوظة 4 يناير 2020 على موقع واي باك مشين.
- Historical Context of the Iran - Iraq War from the Dean Peter Krogh Foreign Affairs Digital Archives